# 1898
Portal Geschichte | Portal Biografien | Aktuelle Ereignisse | Jahreskalender | Tagesartikel

◄ |
18. Jahrhundert |
19. Jahrhundert
| 20. Jahrhundert | ►

◄ |
1860er |
1870er |
1880er |
1890er
| 1900er | 1910er | 1920er | ►

◄◄ |
◄ |
1894 |
1895 |
1896 |
1897 |
1898
| 1899 | 1900 | 1901 | 1902 | ► | ►►
Staatsoberhäupter · Wahlen · Nekrolog  · Literaturjahr · Musikjahr · Filmjahr  · Sportjahr
| Januar | Januar | Januar | Januar | Januar | Januar | Januar | Januar |
| Kw     | Mo     | Di     | Mi     | Do     | Fr     | Sa     | So     |
| ------ | ------ | ------ | ------ | ------ | ------ | ------ | ------ |
| 52     |        |        |        |        |        | 1      | 2      |
| 1      | 3      | 4      | 5      | 6      | 7      | 8      | 9      |
| 2      | 10     | 11     | 12     | 13     | 14     | 15     | 16     |
| 3      | 17     | 18     | 19     | 20     | 21     | 22     | 23     |
| 4      | 24     | 25     | 26     | 27     | 28     | 29     | 30     |
| 5      | 31     |        |        |        |        |        |        |

| Februar | Februar | Februar | Februar | Februar | Februar | Februar | Februar |
| Kw      | Mo      | Di      | Mi      | Do      | Fr      | Sa      | So      |
| ------- | ------- | ------- | ------- | ------- | ------- | ------- | ------- |
| 5       |         | 1       | 2       | 3       | 4       | 5       | 6       |
| 6       | 7       | 8       | 9       | 10      | 11      | 12      | 13      |
| 7       | 14      | 15      | 16      | 17      | 18      | 19      | 20      |
| 8       | 21      | 22      | 23      | 24      | 25      | 26      | 27      |
| 9       | 28      |         |         |         |         |         |         |

| März | März | März | März | März | März | März | März |
| Kw   | Mo   | Di   | Mi   | Do   | Fr   | Sa   | So   |
| ---- | ---- | ---- | ---- | ---- | ---- | ---- | ---- |
| 9    |      | 1    | 2    | 3    | 4    | 5    | 6    |
| 10   | 7    | 8    | 9    | 10   | 11   | 12   | 13   |
| 11   | 14   | 15   | 16   | 17   | 18   | 19   | 20   |
| 12   | 21   | 22   | 23   | 24   | 25   | 26   | 27   |
| 13   | 28   | 29   | 30   | 31   |      |      |      |

| April | April | April | April | April | April | April | April |
| Kw    | Mo    | Di    | Mi    | Do    | Fr    | Sa    | So    |
| ----- | ----- | ----- | ----- | ----- | ----- | ----- | ----- |
| 13    |       |       |       |       | 1     | 2     | 3     |
| 14    | 4     | 5     | 6     | 7     | 8     | 9     | 10    |
| 15    | 11    | 12    | 13    | 14    | 15    | 16    | 17    |
| 16    | 18    | 19    | 20    | 21    | 22    | 23    | 24    |
| 17    | 25    | 26    | 27    | 28    | 29    | 30    |       |

| Mai | Mai | Mai | Mai | Mai | Mai | Mai | Mai |
| Kw  | Mo  | Di  | Mi  | Do  | Fr  | Sa  | So  |
| --- | --- | --- | --- | --- | --- | --- | --- |
| 17  |     |     |     |     |     |     | 1   |
| 18  | 2   | 3   | 4   | 5   | 6   | 7   | 8   |
| 19  | 9   | 10  | 11  | 12  | 13  | 14  | 15  |
| 20  | 16  | 17  | 18  | 19  | 20  | 21  | 22  |
| 21  | 23  | 24  | 25  | 26  | 27  | 28  | 29  |
| 22  | 30  | 31  |     |     |     |     |     |

| Juni | Juni | Juni | Juni | Juni | Juni | Juni | Juni |
| Kw   | Mo   | Di   | Mi   | Do   | Fr   | Sa   | So   |
| ---- | ---- | ---- | ---- | ---- | ---- | ---- | ---- |
| 22   |      |      | 1    | 2    | 3    | 4    | 5    |
| 23   | 6    | 7    | 8    | 9    | 10   | 11   | 12   |
| 24   | 13   | 14   | 15   | 16   | 17   | 18   | 19   |
| 25   | 20   | 21   | 22   | 23   | 24   | 25   | 26   |
| 26   | 27   | 28   | 29   | 30   |      |      |      |

| Juli | Juli | Juli | Juli | Juli | Juli | Juli | Juli |
| Kw   | Mo   | Di   | Mi   | Do   | Fr   | Sa   | So   |
| ---- | ---- | ---- | ---- | ---- | ---- | ---- | ---- |
| 26   |      |      |      |      | 1    | 2    | 3    |
| 27   | 4    | 5    | 6    | 7    | 8    | 9    | 10   |
| 28   | 11   | 12   | 13   | 14   | 15   | 16   | 17   |
| 29   | 18   | 19   | 20   | 21   | 22   | 23   | 24   |
| 30   | 25   | 26   | 27   | 28   | 29   | 30   | 31   |

| August | August | August | August | August | August | August | August |
| Kw     | Mo     | Di     | Mi     | Do     | Fr     | Sa     | So     |
| ------ | ------ | ------ | ------ | ------ | ------ | ------ | ------ |
| 31     | 1      | 2      | 3      | 4      | 5      | 6      | 7      |
| 32     | 8      | 9      | 10     | 11     | 12     | 13     | 14     |
| 33     | 15     | 16     | 17     | 18     | 19     | 20     | 21     |
| 34     | 22     | 23     | 24     | 25     | 26     | 27     | 28     |
| 35     | 29     | 30     | 31     |        |        |        |        |

| September | September | September | September | September | September | September | September |
| Kw        | Mo        | Di        | Mi        | Do        | Fr        | Sa        | So        |
| --------- | --------- | --------- | --------- | --------- | --------- | --------- | --------- |
| 35        |           |           |           | 1         | 2         | 3         | 4         |
| 36        | 5         | 6         | 7         | 8         | 9         | 10        | 11        |
| 37        | 12        | 13        | 14        | 15        | 16        | 17        | 18        |
| 38        | 19        | 20        | 21        | 22        | 23        | 24        | 25        |
| 39        | 26        | 27        | 28        | 29        | 30        |           |           |

| Oktober | Oktober | Oktober | Oktober | Oktober | Oktober | Oktober | Oktober |
| Kw      | Mo      | Di      | Mi      | Do      | Fr      | Sa      | So      |
| ------- | ------- | ------- | ------- | ------- | ------- | ------- | ------- |
| 39      |         |         |         |         |         | 1       | 2       |
| 40      | 3       | 4       | 5       | 6       | 7       | 8       | 9       |
| 41      | 10      | 11      | 12      | 13      | 14      | 15      | 16      |
| 42      | 17      | 18      | 19      | 20      | 21      | 22      | 23      |
| 43      | 24      | 25      | 26      | 27      | 28      | 29      | 30      |
| 44      | 31      |         |         |         |         |         |         |

| November | November | November | November | November | November | November | November |
| Kw       | Mo       | Di       | Mi       | Do       | Fr       | Sa       | So       |
| -------- | -------- | -------- | -------- | -------- | -------- | -------- | -------- |
| 44       |          | 1        | 2        | 3        | 4        | 5        | 6        |
| 45       | 7        | 8        | 9        | 10       | 11       | 12       | 13       |
| 46       | 14       | 15       | 16       | 17       | 18       | 19       | 20       |
| 47       | 21       | 22       | 23       | 24       | 25       | 26       | 27       |
| 48       | 28       | 29       | 30       |          |          |          |          |

| Dezember | Dezember | Dezember | Dezember | Dezember | Dezember | Dezember | Dezember |
| Kw       | Mo       | Di       | Mi       | Do       | Fr       | Sa       | So       |
| -------- | -------- | -------- | -------- | -------- | -------- | -------- | -------- |
| 48       |          |          |          | 1        | 2        | 3        | 4        |
| 49       | 5        | 6        | 7        | 8        | 9        | 10       | 11       |
| 50       | 12       | 13       | 14       | 15       | 16       | 17       | 18       |
| 51       | 19       | 20       | 21       | 22       | 23       | 24       | 25       |
| 52       | 26       | 27       | 28       | 29       | 30       | 31       |          |

| Januar | Januar | Januar | Januar | Januar | Januar | Januar | Januar |
| Kw     | Mo     | Di     | Mi     | Do     | Fr     | Sa     | So     |
| ------ | ------ | ------ | ------ | ------ | ------ | ------ | ------ |
| 52     |        |        |        |        |        | 1      | 2      |
| 1      | 3      | 4      | 5      | 6      | 7      | 8      | 9      |
| 2      | 10     | 11     | 12     | 13     | 14     | 15     | 16     |
| 3      | 17     | 18     | 19     | 20     | 21     | 22     | 23     |
| 4      | 24     | 25     | 26     | 27     | 28     | 29     | 30     |
| 5      | 31     |        |        |        |        |        |        |

| Februar | Februar | Februar | Februar | Februar | Februar | Februar | Februar |
| Kw      | Mo      | Di      | Mi      | Do      | Fr      | Sa      | So      |
| ------- | ------- | ------- | ------- | ------- | ------- | ------- | ------- |
| 5       |         | 1       | 2       | 3       | 4       | 5       | 6       |
| 6       | 7       | 8       | 9       | 10      | 11      | 12      | 13      |
| 7       | 14      | 15      | 16      | 17      | 18      | 19      | 20      |
| 8       | 21      | 22      | 23      | 24      | 25      | 26      | 27      |
| 9       | 28      |         |         |         |         |         |         |

| März | März | März | März | März | März | März | März |
| Kw   | Mo   | Di   | Mi   | Do   | Fr   | Sa   | So   |
| ---- | ---- | ---- | ---- | ---- | ---- | ---- | ---- |
| 9    |      | 1    | 2    | 3    | 4    | 5    | 6    |
| 10   | 7    | 8    | 9    | 10   | 11   | 12   | 13   |
| 11   | 14   | 15   | 16   | 17   | 18   | 19   | 20   |
| 12   | 21   | 22   | 23   | 24   | 25   | 26   | 27   |
| 13   | 28   | 29   | 30   | 31   |      |      |      |

| April | April | April | April | April | April | April | April |
| Kw    | Mo    | Di    | Mi    | Do    | Fr    | Sa    | So    |
| ----- | ----- | ----- | ----- | ----- | ----- | ----- | ----- |
| 13    |       |       |       |       | 1     | 2     | 3     |
| 14    | 4     | 5     | 6     | 7     | 8     | 9     | 10    |
| 15    | 11    | 12    | 13    | 14    | 15    | 16    | 17    |
| 16    | 18    | 19    | 20    | 21    | 22    | 23    | 24    |
| 17    | 25    | 26    | 27    | 28    | 29    | 30    |       |

| Mai | Mai | Mai | Mai | Mai | Mai | Mai | Mai |
| Kw  | Mo  | Di  | Mi  | Do  | Fr  | Sa  | So  |
| --- | --- | --- | --- | --- | --- | --- | --- |
| 17  |     |     |     |     |     |     | 1   |
| 18  | 2   | 3   | 4   | 5   | 6   | 7   | 8   |
| 19  | 9   | 10  | 11  | 12  | 13  | 14  | 15  |
| 20  | 16  | 17  | 18  | 19  | 20  | 21  | 22  |
| 21  | 23  | 24  | 25  | 26  | 27  | 28  | 29  |
| 22  | 30  | 31  |     |     |     |     |     |

| Juni | Juni | Juni | Juni | Juni | Juni | Juni | Juni |
| Kw   | Mo   | Di   | Mi   | Do   | Fr   | Sa   | So   |
| ---- | ---- | ---- | ---- | ---- | ---- | ---- | ---- |
| 22   |      |      | 1    | 2    | 3    | 4    | 5    |
| 23   | 6    | 7    | 8    | 9    | 10   | 11   | 12   |
| 24   | 13   | 14   | 15   | 16   | 17   | 18   | 19   |
| 25   | 20   | 21   | 22   | 23   | 24   | 25   | 26   |
| 26   | 27   | 28   | 29   | 30   |      |      |      |

| Juli | Juli | Juli | Juli | Juli | Juli | Juli | Juli |
| Kw   | Mo   | Di   | Mi   | Do   | Fr   | Sa   | So   |
| ---- | ---- | ---- | ---- | ---- | ---- | ---- | ---- |
| 26   |      |      |      |      | 1    | 2    | 3    |
| 27   | 4    | 5    | 6    | 7    | 8    | 9    | 10   |
| 28   | 11   | 12   | 13   | 14   | 15   | 16   | 17   |
| 29   | 18   | 19   | 20   | 21   | 22   | 23   | 24   |
| 30   | 25   | 26   | 27   | 28   | 29   | 30   | 31   |

| August | August | August | August | August | August | August | August |
| Kw     | Mo     | Di     | Mi     | Do     | Fr     | Sa     | So     |
| ------ | ------ | ------ | ------ | ------ | ------ | ------ | ------ |
| 31     | 1      | 2      | 3      | 4      | 5      | 6      | 7      |
| 32     | 8      | 9      | 10     | 11     | 12     | 13     | 14     |
| 33     | 15     | 16     | 17     | 18     | 19     | 20     | 21     |
| 34     | 22     | 23     | 24     | 25     | 26     | 27     | 28     |
| 35     | 29     | 30     | 31     |        |        |        |        |

| September | September | September | September | September | September | September | September |
| Kw        | Mo        | Di        | Mi        | Do        | Fr        | Sa        | So        |
| --------- | --------- | --------- | --------- | --------- | --------- | --------- | --------- |
| 35        |           |           |           | 1         | 2         | 3         | 4         |
| 36        | 5         | 6         | 7         | 8         | 9         | 10        | 11        |
| 37        | 12        | 13        | 14        | 15        | 16        | 17        | 18        |
| 38        | 19        | 20        | 21        | 22        | 23        | 24        | 25        |
| 39        | 26        | 27        | 28        | 29        | 30        |           |           |

| Oktober | Oktober | Oktober | Oktober | Oktober | Oktober | Oktober | Oktober |
| Kw      | Mo      | Di      | Mi      | Do      | Fr      | Sa      | So      |
| ------- | ------- | ------- | ------- | ------- | ------- | ------- | ------- |
| 39      |         |         |         |         |         | 1       | 2       |
| 40      | 3       | 4       | 5       | 6       | 7       | 8       | 9       |
| 41      | 10      | 11      | 12      | 13      | 14      | 15      | 16      |
| 42      | 17      | 18      | 19      | 20      | 21      | 22      | 23      |
| 43      | 24      | 25      | 26      | 27      | 28      | 29      | 30      |
| 44      | 31      |         |         |         |         |         |         |

| November | November | November | November | November | November | November | November |
| Kw       | Mo       | Di       | Mi       | Do       | Fr       | Sa       | So       |
| -------- | -------- | -------- | -------- | -------- | -------- | -------- | -------- |
| 44       |          | 1        | 2        | 3        | 4        | 5        | 6        |
| 45       | 7        | 8        | 9        | 10       | 11       | 12       | 13       |
| 46       | 14       | 15       | 16       | 17       | 18       | 19       | 20       |
| 47       | 21       | 22       | 23       | 24       | 25       | 26       | 27       |
| 48       | 28       | 29       | 30       |          |          |          |          |

| Dezember | Dezember | Dezember | Dezember | Dezember | Dezember | Dezember | Dezember |
| Kw       | Mo       | Di       | Mi       | Do       | Fr       | Sa       | So       |
| -------- | -------- | -------- | -------- | -------- | -------- | -------- | -------- |
| 48       |          |          |          | 1        | 2        | 3        | 4        |
| 49       | 5        | 6        | 7        | 8        | 9        | 10       | 11       |
| 50       | 12       | 13       | 14       | 15       | 16       | 17       | 18       |
| 51       | 19       | 20       | 21       | 22       | 23       | 24       | 25       |
| 52       | 26       | 27       | 28       | 29       | 30       | 31       |          |

## Ereignisse

### Politik und Weltgeschehen

#### Spanisch-Amerikanischer Krieg und Philippinische Revolution

Wrack der Maine im Hafen von Havanna

- 15. Februar: Die Explosion und der Untergang des US-amerikanischen Kriegsschiffes Maine im Hafen von Havanna, das entgegen spanischen Protesten der spanischen Kolonie einen sogenannten Freundschaftsbesuch abgestattet hat, liefert den USA einen Anlass für einen Krieg gegen Spanien.
- 25. April: Der US-Kongress erklärt, dass sich die Vereinigten Staaten seit dem 21. April mit Spanien im Kriegszustand befinden. Der Spanisch-Amerikanische Krieg beginnt.

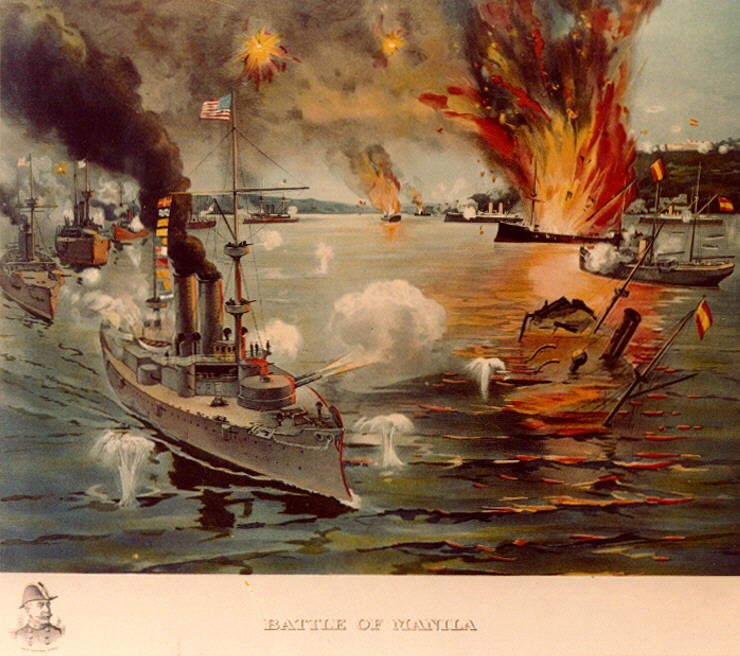
Schlacht in der Bucht von Manila, zeitgenössische Darstellung

- 1. Mai: In der Schlacht in der Bucht von Manila besiegt das US-Asiengeschwader die spanische Pazifikflotte bei der ersten größeren Kampfhandlung im Spanisch-Amerikanischen Krieg.
- 12. Juni: General Emilio Aguinaldo erklärt im Verlauf der Philippinischen Revolution die Unabhängigkeit der Philippinen von Spanien.
- 21. Juni: Die Insel Guam wird während des Spanisch-Amerikanischen Krieges von Truppen der USA unblutig erobert.
- 3. Juli: In der Seeschlacht vor Santiago de Cuba vernichtet im Spanisch-Amerikanischen Krieg die technisch überlegene US-Marine die gesamte spanische Atlantikflotte.
- 29. November: Der Revolutionskongress von Malolos beschließt die Verfassung der Philippinen.
- 10. Dezember: Der Frieden von Paris beendet den Spanisch-Amerikanischen Krieg: Die USA erhalten Puerto Rico und die Philippinen und besetzen das formal unabhängig gewordene Kuba. Spanien verliert damit seine letzten Kolonien in Übersee.

#### Vereinigte Staaten von Amerika/Hawaii

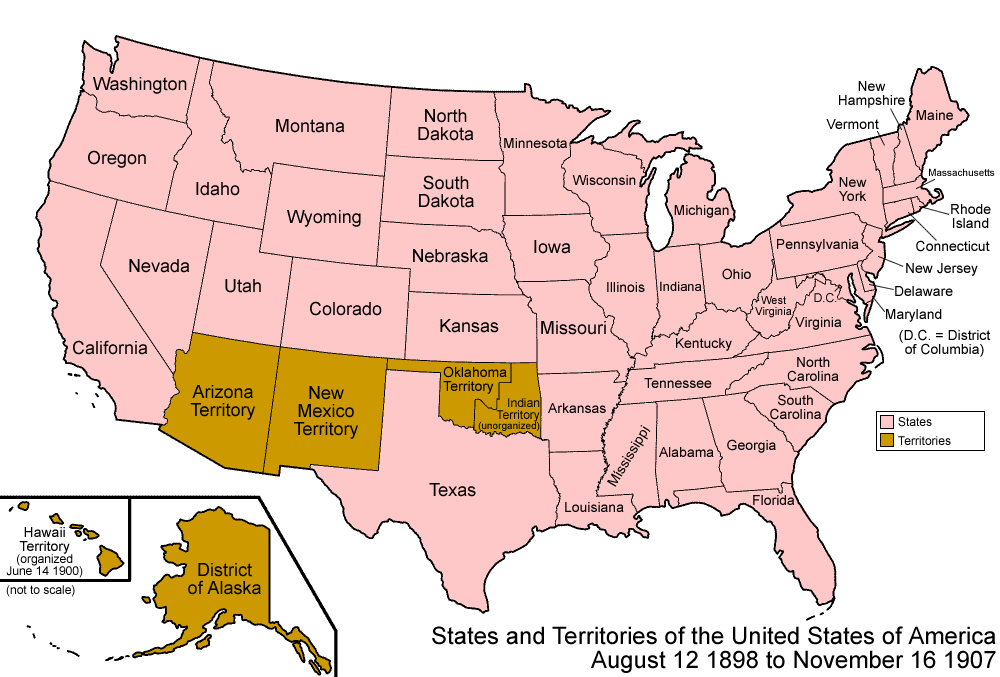
Vereinigte Staaten nach der Annexion Hawaiis

- 1. Januar: Queens und Staten Island werden Stadtteile von New York.
- 7. Juli: Die USA beschließen mittels einer von Francis G. Newlands ausgearbeiteten joint resolution von Senat und Repräsentantenhaus die Annexion Hawaiis und begründen das Hawaii-Territorium.
- 12. August: Die Republik Hawaii wird formell von den USA annektiert. Für sie hat die Inselgruppe im Spanisch-Amerikanischen Krieg große strategische Bedeutung. Es gibt unter den Einheimischen Widerstand und Proteste gegen die Annexion.

#### Deutsches Reich
- 28. März: Der deutsche Reichstag beschließt im Flottengesetz den Aufbau einer Schlachtschiffflotte und löst damit ein Wettrüsten zur See mit Großbritannien aus.
- 30. April: In Berlin wird der Deutsche Flottenverein gegründet, der im Volk Verständnis und Interesse für die Kaiserliche Marine wecken soll. Die Regierung favorisiert im Reichsmarineamt unter Alfred von Tirpitz den Bau von Schlachtschiffen.

Ergebnis der Reichstagswahl 1898 nach Wahlkreisen

- 16. Juni: Bei der Wahl zum Deutschen Reichstag gewinnen die Sozialdemokraten auf Kosten der sogenannten „Kartellparteien“.
- 17. Juni: Das Preußische Abgeordnetenhaus beschließt ein Gesetz (Lex Arons), das Sozialdemokraten das akademische Lehramt an Hochschulen verweigert. Damit gelingt es nach einigen Monaten, den Privatdozenten Leo Arons von der Berliner Königlichen Hochschule zu entfernen.
- 11. Oktober: Der deutsche Kaiser Wilhelm II. bricht zu einer sechseinhalbwöchigen Palästinareise auf.

#### Schweiz
- 1. Januar: Eugène Ruffy wird Bundespräsident der Schweiz.

#### Frankreich
- 11. Januar: Der wahre Schuldige in der Dreyfus-Affäre, der hoch verschuldete Major Ferdinand Walsin-Esterházy, wird in einem Geheimverfahren vor Gericht freigesprochen.
- 13. Januar: Der französische Autor Émile Zola veröffentlicht seinen an Félix Faure, den Präsidenten der Französischen Republik, gerichteten offenen Brief J’accuse („Ich klage an“) zur Dreyfus-Affäre.
- 4. Juni: Die Französische Liga für Menschenrechte (Ligue française pour la défense des droits de l’homme et du citoyen) wird in Paris mit dem Ziel gegründet, die Wiederaufnahme des Dreyfus-Prozesses zu erzwingen.

#### Griechenland
- 25. August: In Heraklion auf Kreta verüben Türken an der griechischen Bevölkerung ein Massaker, dem neben mehreren hundert Griechen auch der britische Konsul und 17 britische Soldaten zum Opfer fallen.
- 9. Dezember: Auf Kreta wird ein Jahr nach Ende des Türkisch-Griechischen Krieges der Kretische Staat unter britisch-französisch-russisch-italienischem Protektorat gegründet.

#### Weitere Ereignisse in Europa

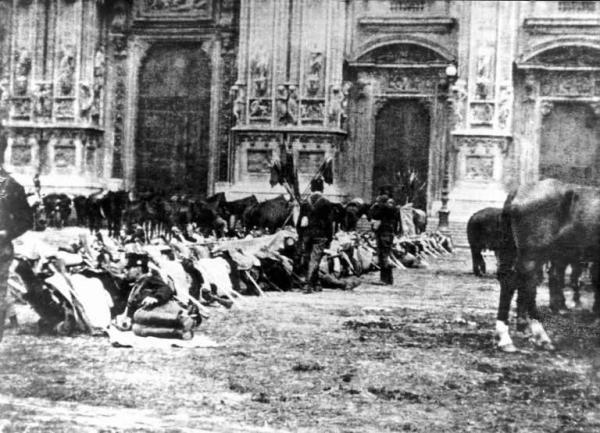
Piazza del Duomo: Bava Beccaris' Soldaten im Kampf gegen Aufständische

- Mai: Fiorenzo Bava Beccaris, Militärkommandant von Mailand, lässt auf einen unbewaffneten Demonstrationszug feuern, der gegen die gestiegenen Weizenpreise demonstriert. Dabei kommen nach verschiedenen Angaben zwischen 82 und 300 Menschen ums Leben. Die sozialistischen Politiker Filippo Turati und Leonida Bissolati, die Ärztin Anna Kuliscioff sowie radikale und katholische Journalisten werden nach der Niederschlagung des Aufstandes verhaftet. „Rote“ (sozialistische) und „schwarze“ (katholische) Organisationen wurden aufgelöst. Der italienische König Umberto I. verleiht dem General im Juni für die Niederschlagung des Aufstandes und die Verteidigung des königlichen Palastes das Großkreuz des Militärordens von Savoyen.

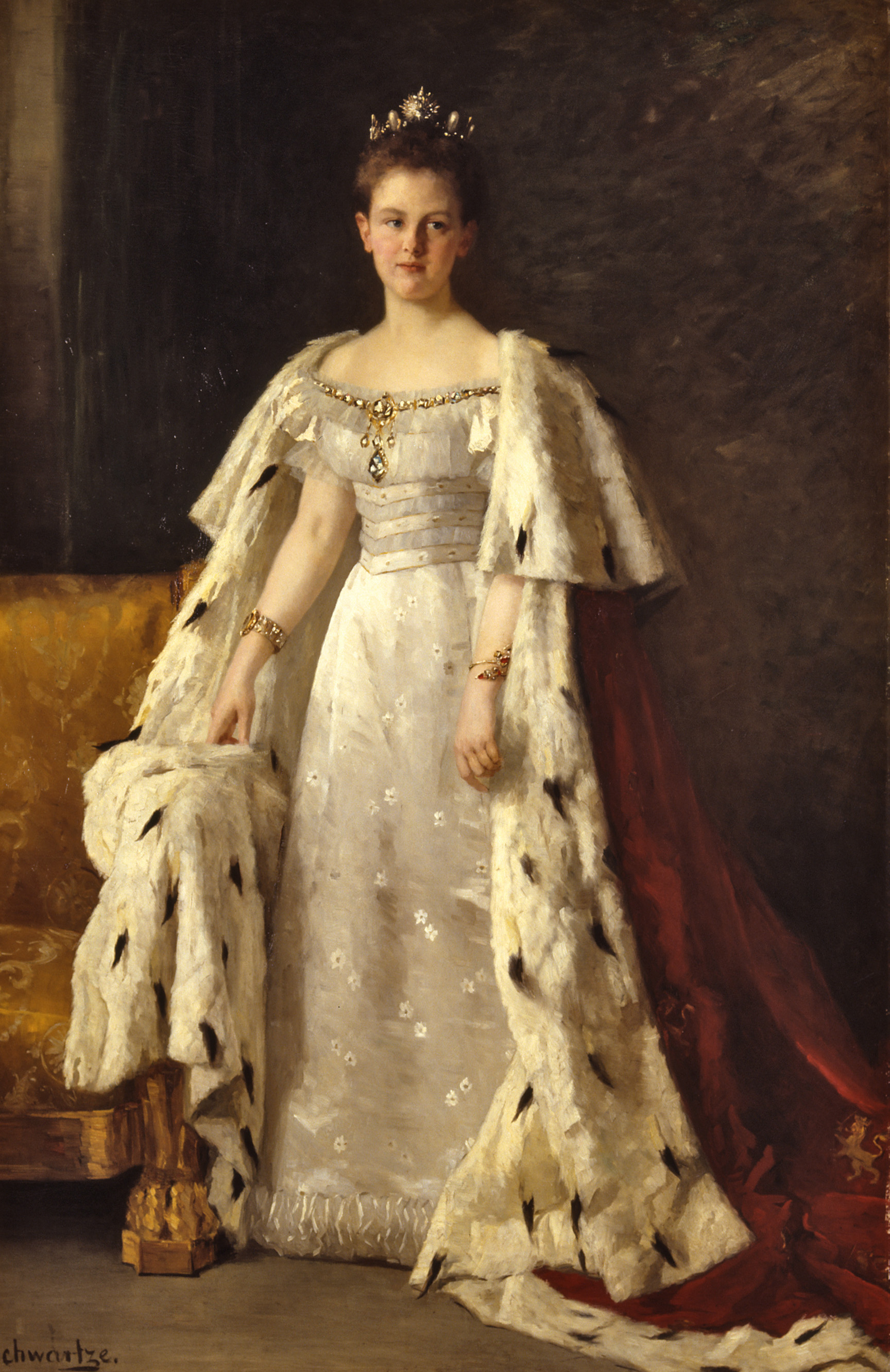
Königin Wilhelmina im Krönungsornat

- 6. September: In den Niederlanden wird Wilhelmina von Oranien-Nassau nach ihrer Volljährigkeitserklärung Königin des Landes, das seit 1890 unter Regentschaft ihrer Mutter Emma zu Waldeck und Pyrmont stand. Wilhelmina ist die erste Königin auf dem niederländischen Thron.

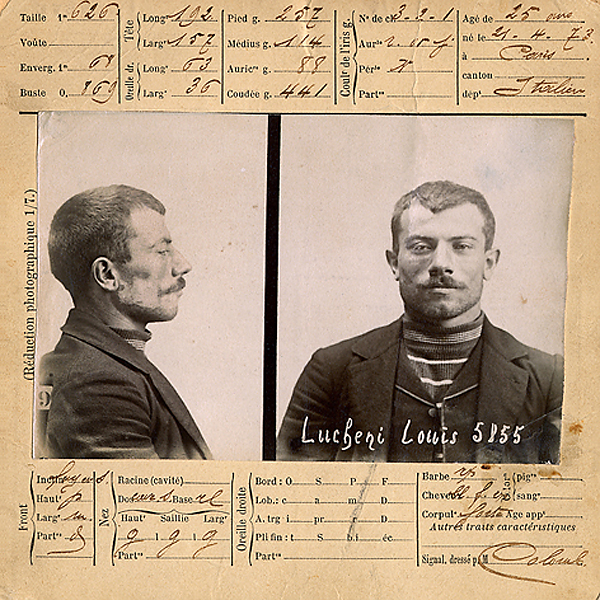
Luchenis Polizeiakte

- 10. September: Die österreich-ungarische Kaiserin Elisabeth wird in Genf von dem italienischen Anarchisten Luigi Lucheni mit einer spitzen Feile ermordet. Als Folge seiner Tat findet vom 24. November bis 21. Dezember die Internationale Konferenz von Rom für die soziale Verteidigung gegen Anarchisten statt.

#### Asien
- 6. März: Deutschland schließt mit China einen Pachtvertrag für das Pachtgebiet Kiautschou über 99 Jahre ab. Die Verwaltung soll das deutsche Reichsmarineamt übernehmen.
- 9. Juni: Das Kaiserreich China verpachtet die New Territories in Hongkong für 99 Jahre an Großbritannien.
- 11. Juni: Hundert-Tage-Reform in China, Kaiserinwitwe Cixi setzt sich durch.
- 22. September: Internierung des chinesischen Kaisers Guangxu im Neuen Sommerpalast durch dessen Tante Cixi
- Das Kaiserreich China muss Weihai an Großbritannien verpachten.

#### Afrika

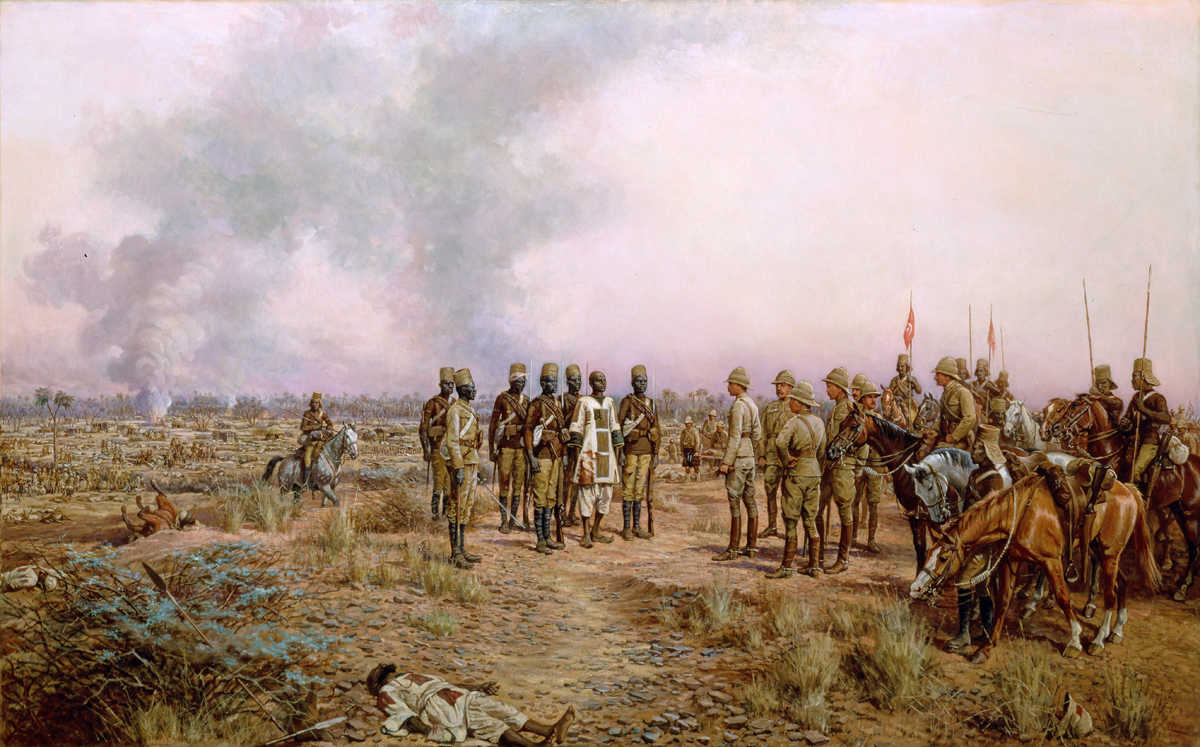
Nach der Schlacht am Atbara

- 8. April: In der Schlacht am Atbara schlägt eine britisch-ägyptische Armee 15.000 sudanesische Aufständische am Zusammenfluss von Nil und Atbara.
- 10. Juli: Französische Truppen erreichen das von England beanspruchte Fort Faschoda im Sudan mit dem Ziel, die französischen Kolonien in Afrika zu verbinden. In der Faschodakrise kommt es fast zum Krieg zwischen Großbritannien und Frankreich, bis im November die französische Regierung Major Jean-Baptiste Marchand den Befehl zum Rückzug erteilt.

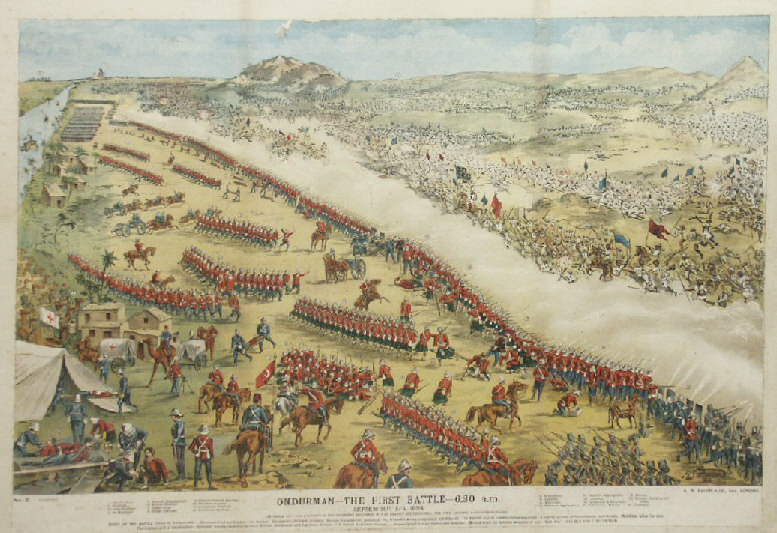
Die Schlacht von Omdurman, zeitgenössische britische Darstellung

- 2. September: In der Schlacht von Omdurman im Sudan besiegte eine britisch-ägyptische Armee unter Horatio Herbert Kitchener die Anhänger des Mahdi und beendet den Mahdi-Aufstand.
- 18. September: Ein britisches Kanonenboot erreicht den sudanesischen Ort Faschoda am Weißen Nil. Die im dortigen Fort befindlichen Franzosen werden von den Briten zum Abzug aufgefordert. Zwischen den beiden europäischen Kolonialmächten kommt es dadurch zur Faschoda-Krise.

### Wirtschaft

#### Ausstellungen

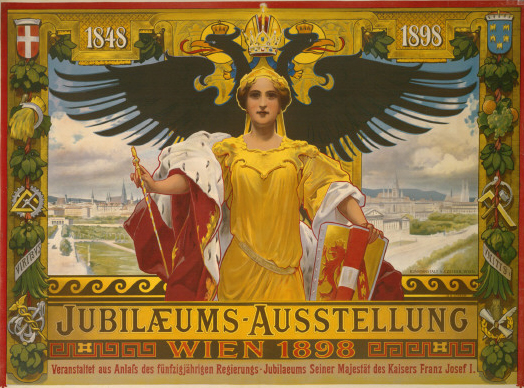
Plakat der Jubiläumsausstellung

- 7. Mai bis 18. Oktober: Die Jubiläumsausstellung 1898 auf dem Wiener Rotundengelände wird anlässlich des 50-jährigen Regierungsjubiläums Kaiser Franz Joseph I. veranstaltet. Die Exposition ist in eine Gewerbe- sowie in eine land- und forstwirtschaftliche Ausstellung geteilt und präsentiert die neuesten Errungenschaften der Industrialisierung, erlaubt jedoch auch einen Rückblick über die Entwicklungen der vorherigen fünf Jahrzehnte. Weiters sind 30 temporäre Spezialausstellungen installiert, wie zum Beispiel die kleine Autoausstellung des neu gegründeten Österreichischen Automobil-Clubs. Vom im Vorjahr gegründeten Verein Syndikat Wiener Urania wird als zukünftiges Volksbildungshaus das Urania-Theater errichtet.

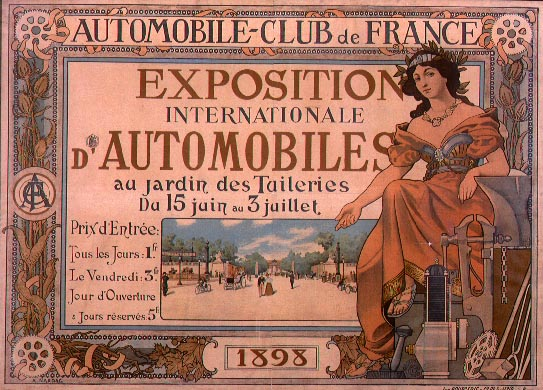
Plakat des Salons

- 15. Juni bis 3. Juli: Der von Albert de Dion organisierte erste Salon de l’Automobile in Paris präsentiert 232 Automobile.

#### Patente und Marken
- 9. Juli: Die Marke „Flora“ für Margarine wird ins deutsche Handelsregister eingetragen.
- 13. August: Das Kaiserliche Patentamt gewährt Ferdinand Graf von Zeppelin das Patent Nummer 98590 für einen Lenkbaren Luftfahrzug mit mehreren hintereinander angeordneten Tragkörpern. Der Entwurf für sein Starrluftschiff wird hierdurch rückwirkend zum 31. August 1895 geschützt.

#### Unternehmensgründungen
- 25. April: Die Rheinisch-Westfälischen Elektrizitätswerk AG (RWE) wird durch die Elektrizitäts-AG, vormals W. Lahmeyer & Co und die Deutsche Gesellschaft für elektrische Unternehmungen gegründet, um die Stadt Essen mit Elektrizität zu versorgen.
- 25. Juni: Die Westliche Berliner Vorortbahn AG wird gegründet.
- 1. Juli: Mit der Hausmüllverwertung München GmbH nimmt in Deutschland das erste Unternehmen zur industriellen Mülltrennung seine Arbeit auf.
- 29. August: Frank und Charles Seiberling gründen in Akron (Ohio) die Goodyear Tire & Rubber Company. Kautschukreifen für Kutschen und Fahrräder sowie Gummierzeugnisse sind die ersten hergestellten Produkte.
- 6. Dezember: Die Brüder Joseph und Emil Berliner gründen in Hannover die Deutsche Grammophon Gesellschaft.
- Gründung des „Ingenieur-Bureau für Cement-Eisenconstructionen“ durch den Schweizer Ingenieur Eduard Züblin in Straßburg/Elsass
- Die Edeka-Gruppe entsteht durch Zusammenschluss von 21 Einkaufsvereinen aus dem Deutschen Reich im Halleschen Torbezirk in Berlin zur Einkaufsgenossenschaft der Kolonialwarenhändler.
- Gründung des Unternehmens „Renault Frères“ (Gebrüder Renault) von Louis, Fernand und Marcel Renault in Frankreich
- Gründung des späteren Unternehmens Schmalbach-Lubeca in Braunschweig
- In Stadtilm in Thüringen wird die deutsche Schuhfabrik ilmia gegründet.

#### Verkehr
- 20. August: Die von Zermatt auf den 3089 Meter hoch liegenden Gornergrat führende Gornergratbahn wird eröffnet.
- 4. Oktober: Die erste Brockenbahn erreicht auf der behördlich abgenommenen Reststrecke ihre Endstation auf dem Brocken in 1.125 Meter Höhe. Im Winterhalbjahr enden bis 1950 die Züge der Harzer Schmalspurbahnen wegen der Schneemassen im Bahnhof Schierke.
- 6. Dezember: In Genf wird der Automobil Club der Schweiz gegründet.
- 23. Dezember: Die fertiggestellte Ammerseebahn der Königlich Bayerischen Staatseisenbahnen wird offiziell eröffnet. Die ersten Streckenteile sind schon am 30. Juni eröffnet worden.
- Die Egyptian Delta Light Railways beginnt mit dem Bau ihrer ersten Strecke.
- Die Upper Steel Arch Bridge über die Niagarafälle wird für den Verkehr freigegeben.
- Hamburg erneuert die Scharhörnbake und errichtet mit 29,10 m die höchste Bake an der Nordseeküste.

### Wissenschaft und Technik

#### Aviation
- 20. September: Alberto Santos-Dumont fliegt das erste Luftschiff angetrieben von einem Benzinmotor, die Santos-Dumont Nr. 1.

#### Entdeckungen

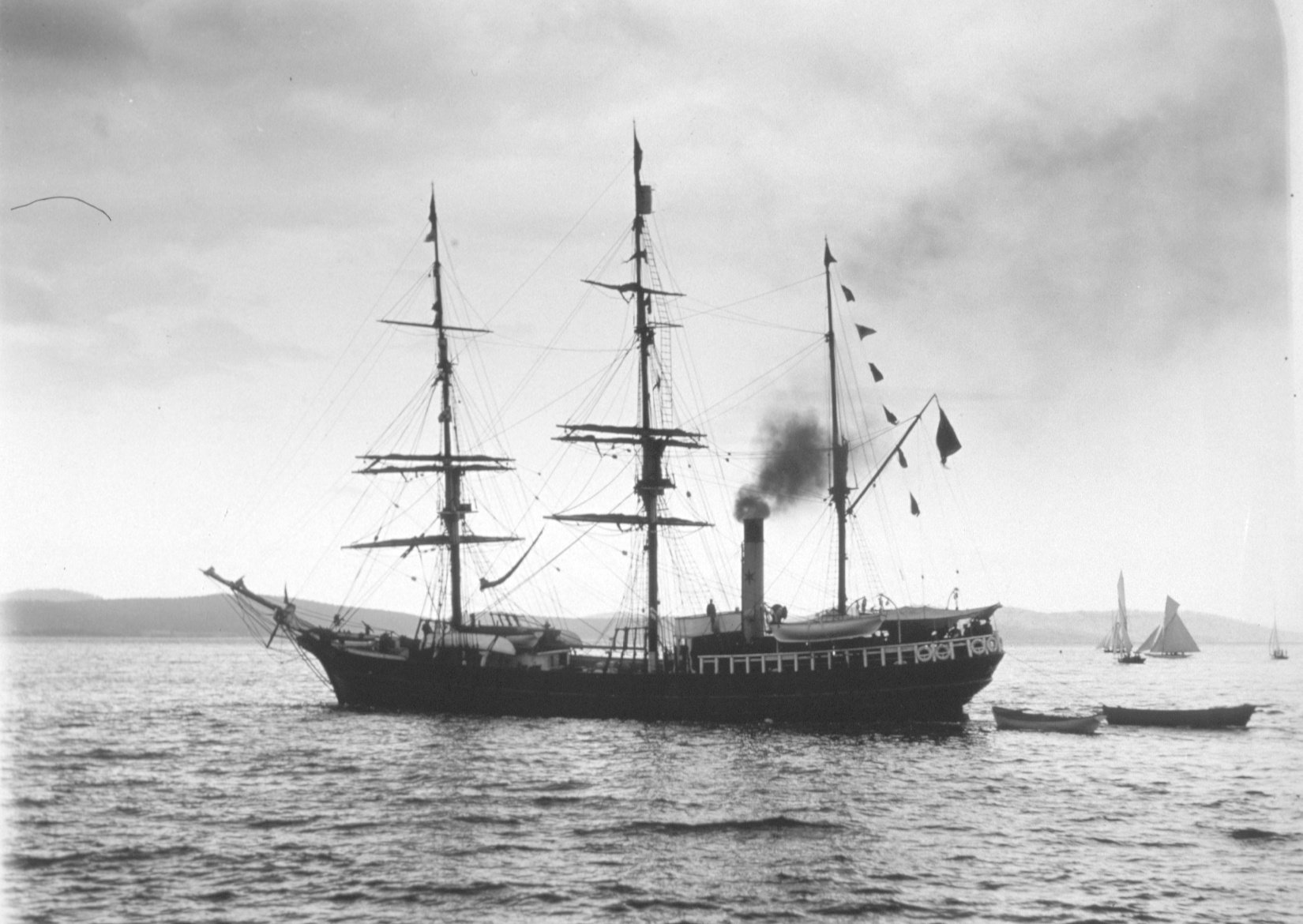
Das Forschungsschiff Southern Cross auf dem Derwent River vor der Abfahrt in die Antarktis

- 3. April: Die Zweite Ramu-Expedition bricht mit den Schiffen Johann Albrecht und Herzogin Elisabeth von Friedrich-Wilhelmshafen (Neuguinea) zum Ramu auf.
- 22. August: Die Southern-Cross-Expedition verlässt London auf dem Weg in die Antarktis.
- August: Der deutsche Forscher Richard Kandt entdeckt in Ruanda die Quelle des nördlichen Nil-Quellflusses Nyabarongo.
- 23. Oktober: Die fast zwei Jahre dauernde Mission Foureau-Lamy macht sich von Ouargla aus auf den Weg durch die Sahara. Die Route führt Richtung Süden über das Sandmeer des Östlichen Großen Ergs und die Gebirge Tassili n'Ajjer und Ahaggar ins Gebirge Aïr.
- 25. November: Der deutschen Valdivia-Expedition zur Tiefsee-Erforschung gelingt die Wiederentdeckung der Bouvetinsel.
- 26. Dezember: Der deutsche Entdeckungsreisende Karl Theodor Stöpel besteigt als erster den Mount Morrison (heute: Yushan), den mit 3.952 m Höhe höchsten Berg Taiwans.

#### Naturwissenschaften

##### Chemie
- 30. Mai: Die britischen Chemiker William Ramsay und Morris William Travers finden im „Rückstand“ verdampfter Luft Krypton, eines der Edelgase.
- 13. Juni: William Ramsay gelingt mittels fraktionierender Destillation erstmals die Isolierung des chemischen Elements Neon.
- 12. Juli: William Ramsay und Morris William Travers gelingt es, das Edelgas Xenon aus Rohkrypton abzutrennen.
- 18. Juli: Pierre und Marie Curie berichten über die Entdeckung des Poloniums, das etwa 100 Mal so aktiv ist wie Uran.
- 21. November: Pierre und Marie Curie entdecken gemeinsam mit Gustave Bémont das Radium, das etwa 106 Mal so aktiv ist wie das Uran. Sie geben die Entdeckung am 26. Dezember bekannt.
- Marie Curie und Gerhard Carl Schmidt erkennen die Radioaktivität des Thorium.

##### Physik
- Ferdinand Braun führt den geschlossenen Schwingkreis ein und erhöht damit die Sendeleistung.
- Ferdinand Braun erhält ein Patent auf ein Gerät zur abgestimmten Modulation (es bildet die Grundlage aller späteren Senderschaltungen).
- Jonathan Zenneck nimmt in Cuxhaven die ersten Versuche mit drahtloser Telegrafie auf deutschem Boden vor und begründet damit den Seefunk.
- Arthur Schuster verwendet erstmals den Begriff Antimaterie.

##### Zoologie
- Das letzte lebende Exemplar des Königskleidervogels wird auf Hawaii gesichtet.
- Erstveröffentlichung des Lehrbuches „Leitfaden für das zoologische Praktikum“ von Willy Kükenthal. (Fortgeführt bis heute: 26. Auflage 2009.)

#### Sexualwissenschaften
- Magnus Hirschfeld gibt als Leiter des Wissenschaftlich-humanitären Komitees erstmals das Jahrbuch für sexuelle Zwischenstufen heraus, das bis 1923 jährlich erscheinen wird. Das Periodikum gehört zu den wichtigsten Quellen der frühen Sexualwissenschaften in Deutschland und bietet Raum für einen interdisziplinären Diskurs. Viele namhafte Autoren und Autorinnen der Zeit veröffentlichen v. a. wissenschaftliche Beiträge zu Homosexualität, Intersexualität und Transgender-Themen.

### Kultur

#### Bildende Kunst
- 2. Mai: 65 Kunstschaffende gründen die Künstlergruppe Berliner Secession. Sie sind zur Auffassung gelangt, dass die moderne Kunst in bestehenden Organisationen keinen Rückhalt hat und ihre Unterstützung fehlt.
- 29. Mai: Das erste Denkmal für den 1896 verstorbenen Komponisten Anton Bruckner wird in Steyr enthüllt.

#### Musik und Theater
- 5. Januar: Am Theater an der Wien in Wien erfolgt die Uraufführung der Wiener Operette Der Opernball von Richard Heuberger mit dem Libretto von Victor Léon.
- 25. Februar: Im Krystallpalast in Leipzig findet die Uraufführung des Theaterstücks Erdgeist von Frank Wedekind statt, wobei der Autor selbst als Dr. Schön auf der Bühne steht.
- 8. März: Die Uraufführung der Tondichtung Don Quixote von Richard Strauss erfolgt im Kölner Gürzenich mit dem Dirigenten Franz Wüllner. Sie basiert auf dem Roman Don Quijote de la Mancha des spanischen Autors Miguel de Cervantes und ist in Form einer Sinfonia concertante komponiert, mit einem Solocello, das die Figur des Don Quijote repräsentiert, sowie Bratschen-, Tenortuben- und Bassklarinetten-Solisten, die Sancho Pansa darstellen.
- April: Der neapolitanische Musiker und Komponist Eduardo Di Capua schreibt das Lied ’O sole mio.

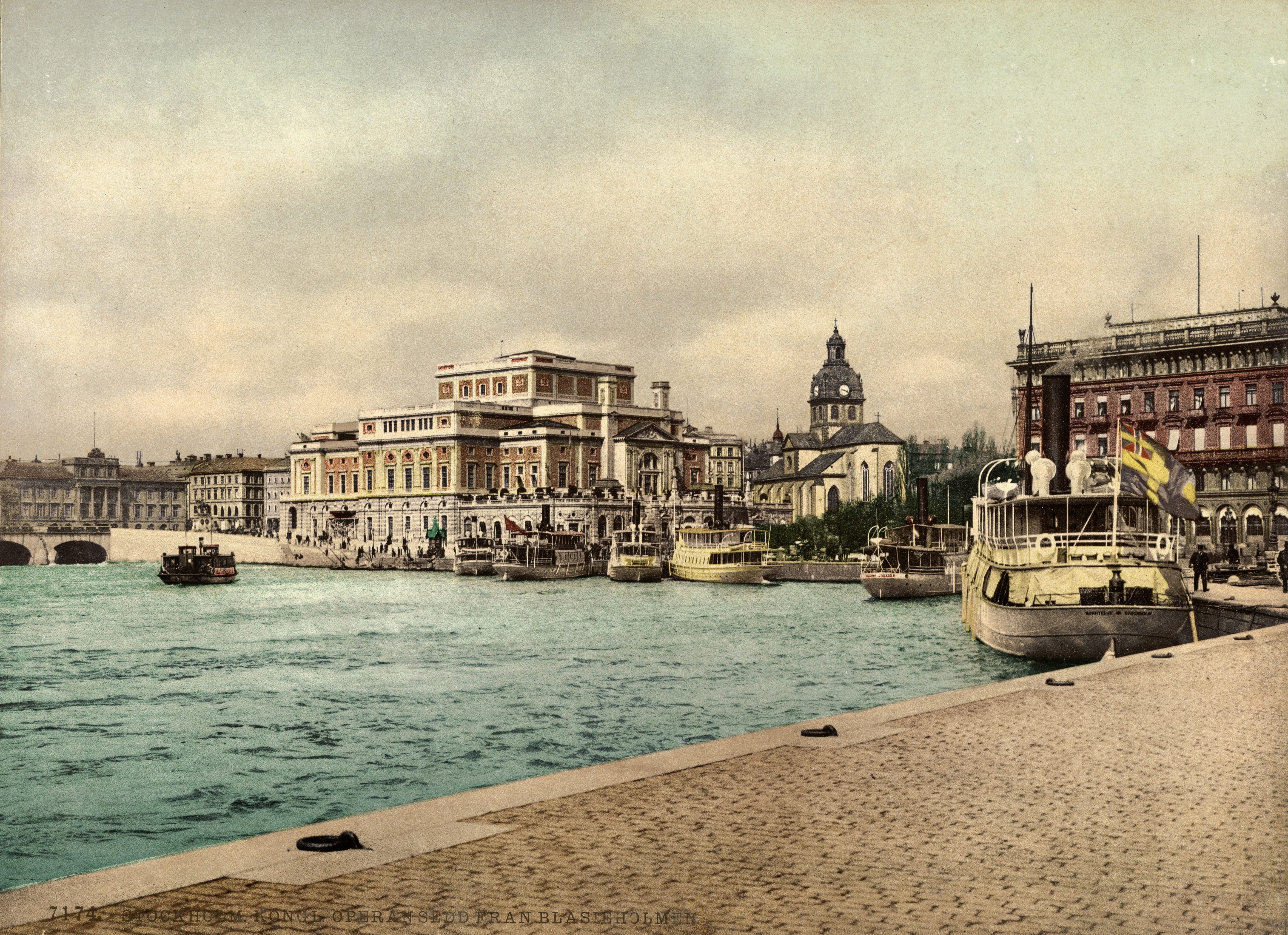
Die zweite Königliche Oper Ende des 19. Jh.

- 19. September: In Stockholm wird nach rund sechsjähriger Bauzeit in Anwesenheit von König Oskar II. die im neoklassizistischen Stil von Axel Anderberg neu errichtete Königliche Oper eröffnet. Gespielt wird Adolf Fredrik Lindblads Oper Frondörerna (Die Rebellen).
- 20. Oktober: In Frankfurt am Main wird die Musikalische Komödie Die Abreise von Eugen d’Albert nach der gleichnamigen literarischen Vorlage von August Ernst von Steigentesch uraufgeführt.
- 18. November: Die Uraufführung der musikalischen Tragödie Don Quixote von Wilhelm Kienzl findet in Berlin statt.

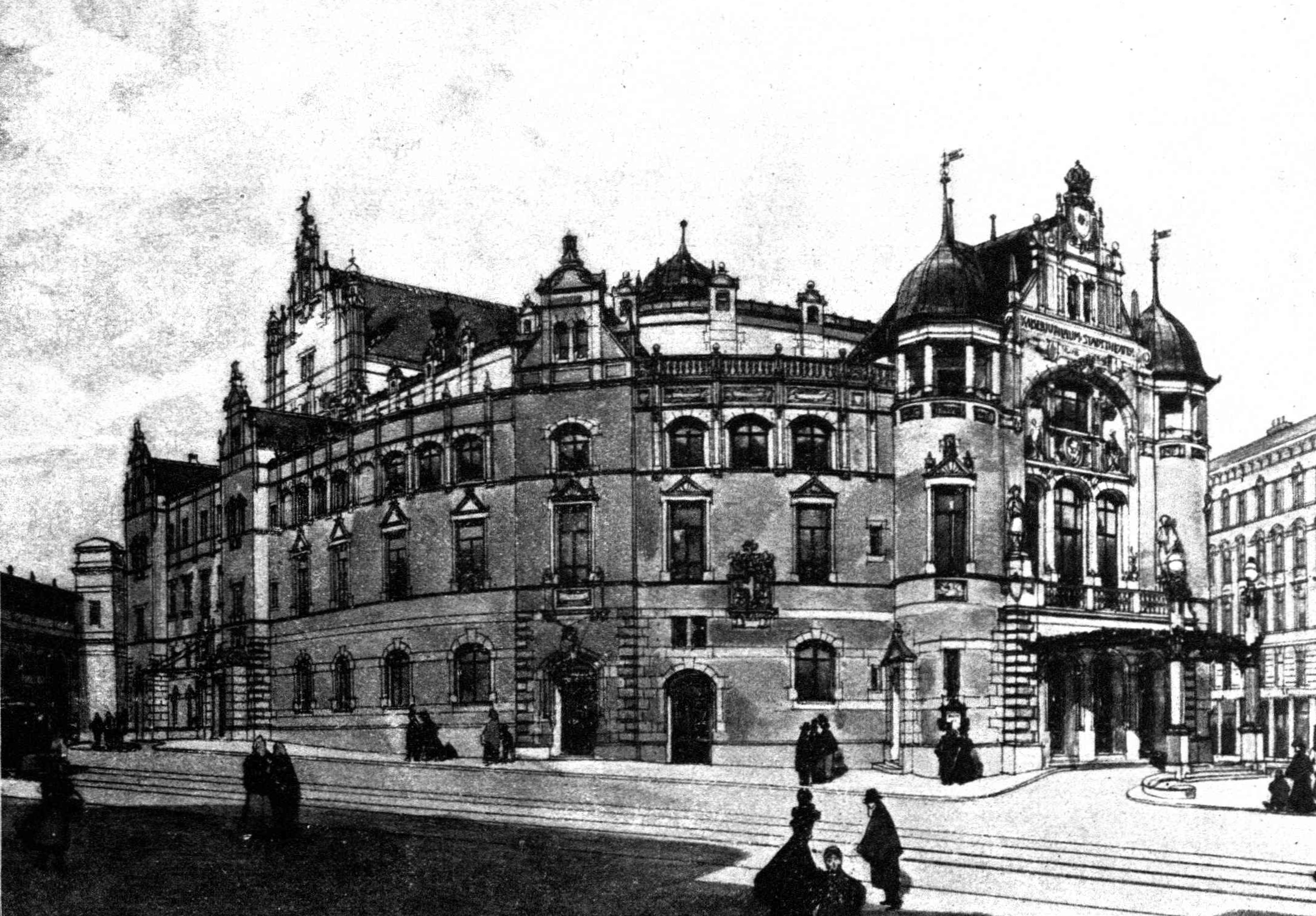
Das Jubiläums-Stadttheater zum Zeitpunkt der Eröffnung, 1898

- 14. Dezember: Die Volksoper Wien wird anlässlich des 50-jährigen Thronjubiläums von Franz Joseph I. unter dem Namen Kaiser-Jubiläums-Stadttheater eröffnet. Der Kaiser bleibt der Eröffnung wegen der Ermordung seiner Gattin jedoch fern.

#### Sonstiges
- Fertigstellung der Villa Stuck
- Fertigstellung des Wiener Secessionsgebäudes
- Gründung des Helms-Museum, dem heutigen Archäologischen Museum Hamburg

### Gesellschaft

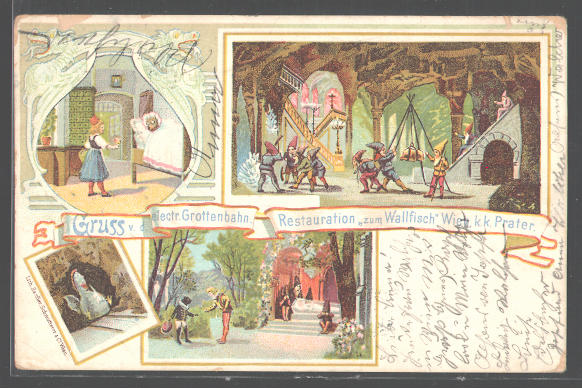
Ansichtskarte zur Wiener elektrischen Grottenbahn, um 1900

- Im Wiener Wurstelprater wird die Grottenbahn Zum Walfisch eröffnet. Sie besitzt 18 Themenräume, die von einer großen Konzertorgel beschallt werden.

### Religion
- 5. August: In der Enzyklika Spesse volte ruft Papst Leo XIII. den Klerus in Italien auf, dem Unterdrücken katholischer Institutionen zu begegnen.
- 5. September: Letztmals hat eine Enzyklika Papst Leos XIII. den Rosenkranz zum Gegenstand. Die Gläubigen sollen nach der Aussage in Diuturni temporis das Gebet mit Hilfe der Gebetskette mit großem Eifer pflegen.

### Katastrophen
- 4. Juli: Der französische Passagierdampfer La Bourgogne wird an der Küste von Nova Scotia im Nebel von einem englischen Segelschiff gerammt und sinkt. Von den 730 Menschen an Bord überleben nur 165.
- 13. Oktober: Das britische Passagierschiff Mohegan rammt vor der Küste von Cornwall ein Riff und sinkt innerhalb von 12 Minuten. 106 Menschen sterben. Es handelt sich um das größte Unglück in der Geschichte der Atlantic Transport Line.
- 26. November: In einem schweren Sturm, der die Küste von Neuengland heimsucht und mehr als 450 Menschenleben fordert, sinkt vor Cape Ann der amerikanische Passagierdampfer Portland. Alle 192 Menschen an Bord kommen ums Leben. Der Sturm wird daher The Portland Gale (in etwa „Der Portland-Sturm“) genannt.
- Hungersnot in Zentralkenia

Kleinere Unglücksfälle sind in den Unterartikeln von Katastrophe und in der Liste von Katastrophen aufgeführt.

### Natur und Umwelt
- 26. März: In Transvaal wird durch eine Anordnung von Paul Kruger mit der Sabie Game Reserve das erste Schongebiet für Tiere auf dem afrikanischen Kontinent geschaffen. Das Tierreservat wird 1926 in Kruger-Nationalpark umbenannt.

### Sport
- 8. Januar: Der 1. Wiener Arbeiter Fußballclub wird in SK Rapid Wien umbenannt.
- 29. Januar: In Berlin erfolgt die Gründung der Deutschen Sportbehörde für Athletik (heute: Deutscher Leichtathletik-Verband).
- 14. März: Der Berner Sport Club Young Boys wird gegründet.
- 16. März: In Turin wird der italienische Fußballverband Federazione Italiana Giuoco Calcio gegründet, um Spiele und Meisterschaften zu organisieren.
- 1. Mai: Der FC Thun wird gegründet.
- 22. Mai: Der FK Olympia, ältester Vorgängerverein des SV Darmstadt 98, wird gegründet.
- 27. Juni: Joshua Slocum vollendet als erster Einhandsegler eine Weltumrundung und trifft mit seinem Boot Spray nach über dreijähriger Reise in Newport (Rhode Island) ein.
- 2. November: Bei einem Endspiel der American-Football-Teams der University of Minnesota und der Northwestern University wird das Cheerleading geboren.

## Historische Karten und Ansichten

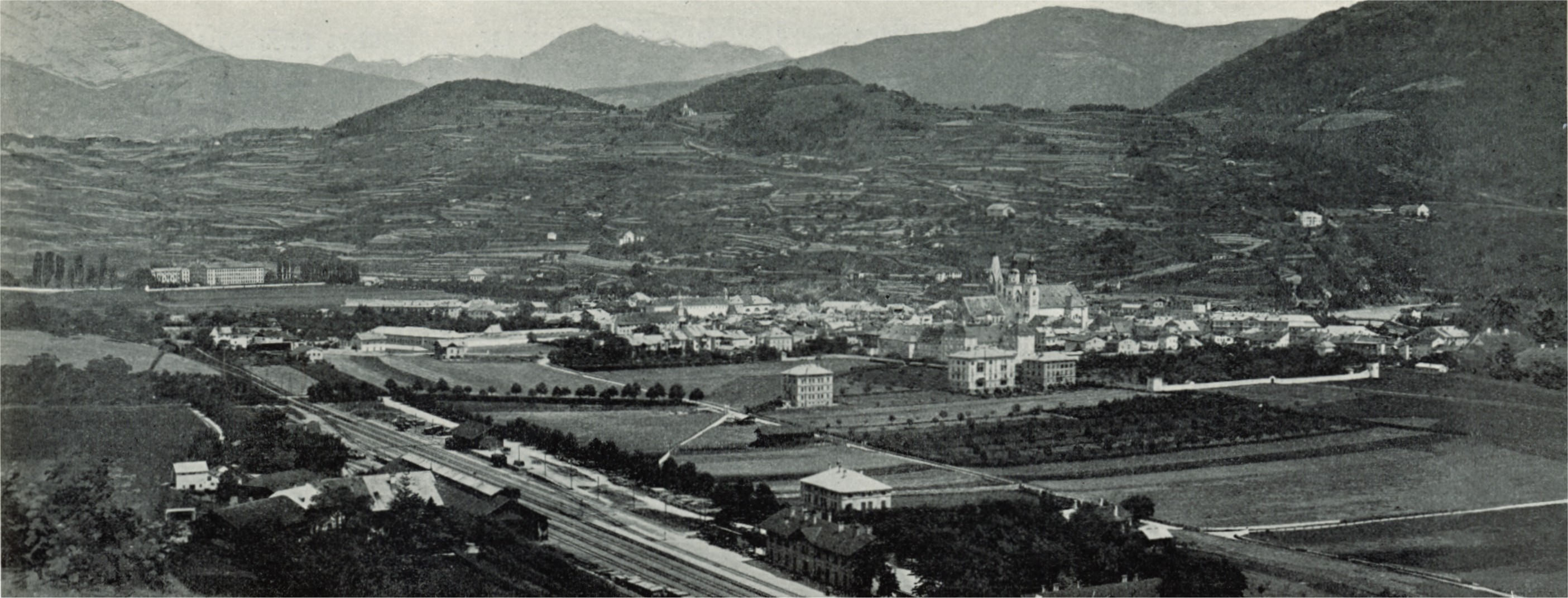
Brixen um 1898

## Geboren

### Januar
- 01. Januar: Marta Fuchs, deutsche Konzert- und Opernsängerin († 1974)
- 01. Januar: Viktor Ullmann, österreichisch-tschechischer Komponist, Dirigent und Pianist († 1944)
- 01. Januar: André de Victor, französischer Automobilrennfahrer († 1955)
- 02. Januar: Gerard Pieter Adolfs, niederländisch-ostindischer Maler und Architekt († 1968)
- 02. Januar: Jimmy Jewell, englischer Fußballtrainer und -schiedsrichter († 1852)
- 03. Januar: Charles E. Ackerly, US-amerikanischer Ringer († 1982)
- 03. Januar: John Loder, britisch-amerikanischer Schauspieler († 1988)
- 03. Januar: Luís Carlos Prestes, brasilianischer Politiker († 1990)
- 03. Januar: Josef de Vries, deutscher Jesuit und Philosoph († 1989)
- 04. Januar: Friedrich Lindemann, deutscher Schriftsteller und Journalist († 1950)
- 04. Januar: Rudolf Senti, Liechtensteiner Sportschütze († 1958)
- 05. Januar: Josef Engling, deutsches Mitglied der Schönstatt-Bewegung († 1918)
- 06. Januar: James Fitzmaurice, irischer Pilot († 1965)
- 06. Januar: Pál von Hertzka, ungarischer Fußballschiedsrichter († 1978 oder 1979)
- 07. Januar: Gerónimo Baqueiro Foster, mexikanischer Musikwissenschaftler und Komponist († 1967)
- 07. Januar: Al Bowlly, südafrikanischer Pop- und Jazzsänger († 1941)
- 07. Januar: Sigmund Graff, deutscher Schriftsteller († 1979)
- 07. Januar: Hilde Wulff, deutsche Sonderpädagogin († 1972)
- 07. Januar: Raphaël Manso de Zuñiga, spanischer Automobilrennfahrer († 1975)
- 08. Januar: Gerhard Bienert, deutscher Schauspieler († 1986)
- 08. Januar: Dutch Lauer, US-amerikanischer American-Football-Spieler († 1978)
- 08. Januar: Pierre Salles, französischer Automobilrennfahrer
- 10. Januar: Metodi Schatorow, bulgarischer Politiker († 1944)
- 11. Januar: Oskar Matzner, deutscher Politiker († 1980)

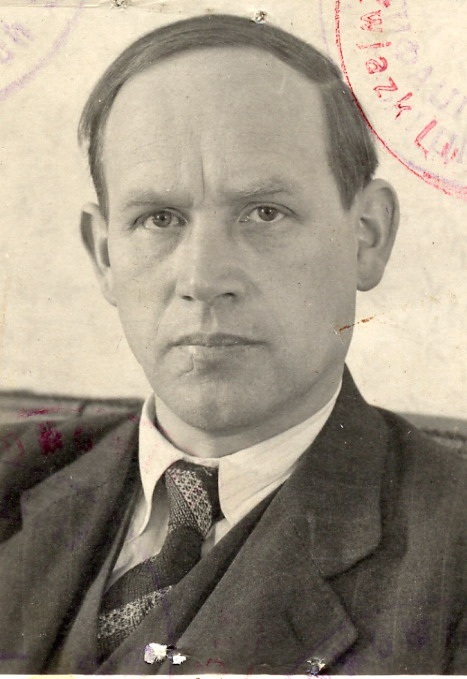
Jan Cyž

- 12. Januar: Julien Hasley, französischer Automobilrennfahrer († 1971)
- 13. Januar: Jan Cyž, sorbischer Jurist und Verleger, Landrat von Bautzen († 1985)
- 13. Januar: Kaj Munk, dänischer Pastor, Poet, Gegner Hitlers und Märtyrer († 1944)
- 14. Januar: Hermann Breymann, deutscher Politiker († 1958)
- 15. Januar: Hans Kippenberger, deutscher Politiker († 1937)
- 15. Januar: Rachel Korn, jiddischsprachige Dichterin und Schriftstellerin († 1982)
- 15. Januar: Martha Saalfeld, deutsche Lyrikerin († 1976)
- 16. Januar: Paul Jappe, US-amerikanischer American-Football-Spieler († 1989)
- 17. Januar: Jerzy Lefeld, polnischer Komponist, Pianist und Musikpädagoge († 1980)
- 17. Januar: Karl E. Schedl, österreichischer Zoologe und Forstwissenschaftler († 1979)
- 17. Januar: Carl Maria Splett, deutscher Geistlicher, Bischof von Danzig, Administrator der polnischen Diözese Kulm († 1964)
- 22. Januar: Ferdinand Kramer, deutscher Architekt († 1985)

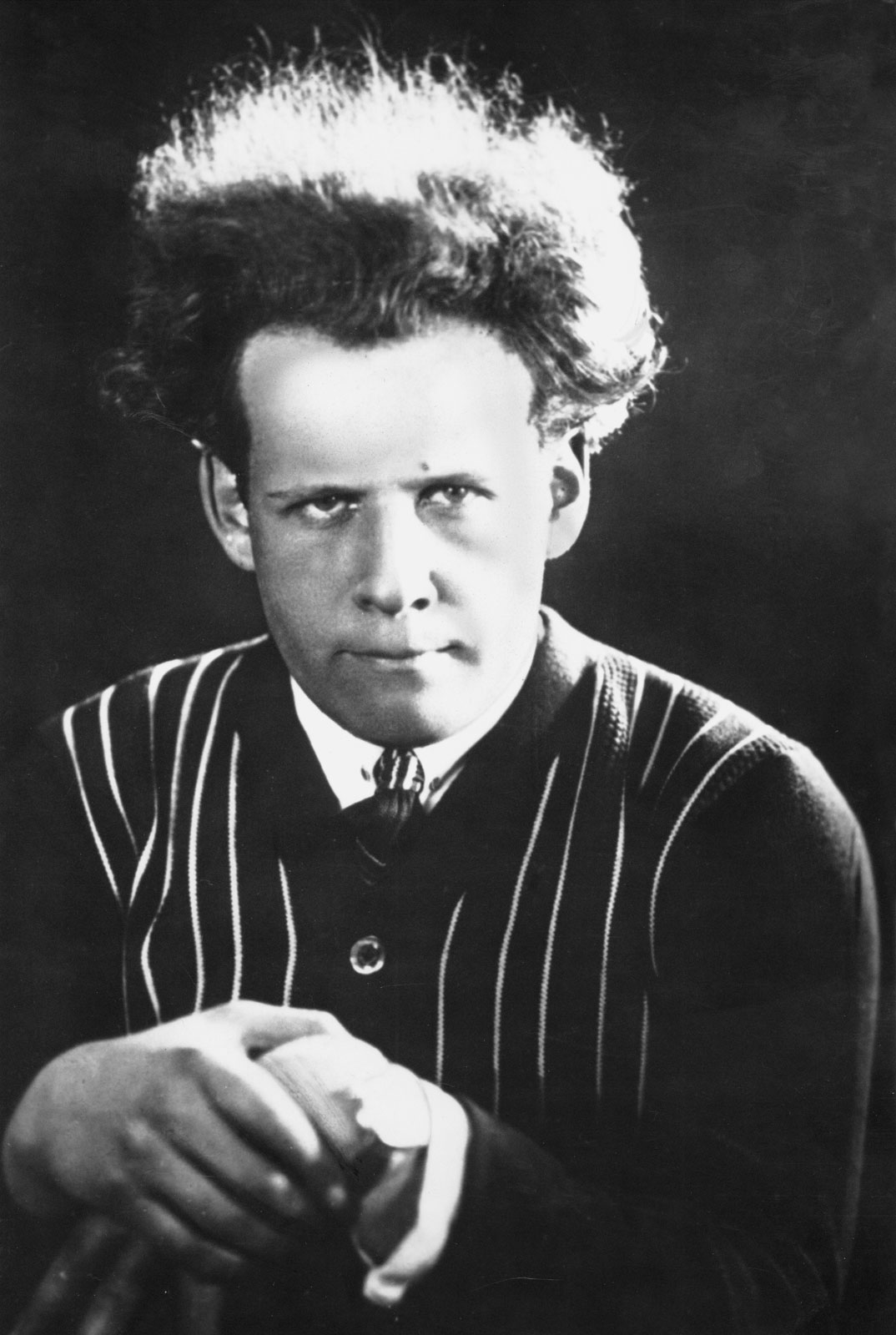
Sergei Eisenstein

- 22. Januar: Sergei Michailowitsch Eisenstein, sowjetischer Regisseur († 1948)
- 23. Januar: Hermann Arendt, deutscher Politiker († 1966)
- 23. Januar: Randolph Scott, US-amerikanischer Schauspieler († 1987)
- 24. Januar: Karl Hermann Frank, deutscher nationalsozialistischer Politiker († 1946)
- 25. Januar: Anton Diel, deutscher Politiker († 1959)
- 25. Januar: Pia Laviosa Zambotti, italienische Prähistorikerin († 1965)
- 26. Januar: Hildegard Domizlaff, deutsche Bildhauerin, Holzschnitt- und Schmuckkünstlerin († 1987)
- 26. Januar: Walter Frey, Schweizer Pianist und Musikpädagoge († 1985)
- 26. Januar: Hermann Hänchen, deutscher Diskuswerfer († unbekannt)
- 28. Januar: Erik Adolf Efraim Abrahamsson, schwedischer Weitspringer und Eishockeyspieler († 1965)
- 29. Januar: Alphonse Auclair, französischer Automobilrennfahrer († 1969)

### Februar
- 01. Februar: Leila Denmark, US-amerikanische Medizinerin († 2012)
- 02. Februar: Alexei Kelberer, sowjetischer Schauspieler und Synchronsprecher († 1963)
- 02. Februar: Ossi Oswalda, deutsche Schauspielerin († 1947)
- 03. Februar: Alvar Aalto, finnischer Architekt und Designer († 1976)
- 03. Februar: Lil Hardin Armstrong, US-amerikanische Jazz-Pianistin, -Sängerin und -Komponistin († 1971)
- 03. Februar: Heinrich Auge, deutscher Politiker und MdB († 1977)
- 03. Februar: Carlos Raygada, peruanischer Literatur- und Musikkritiker († 1953)
- 04. Februar: Magdalena Aebi, Schweizer Philosophin († 1980)
- 04. Februar: Josef Blum, österreichischer Fußballspieler und Trainer († 1956)
- 05. Februar: Ozaki Shirō, japanischer Schriftsteller († 1964)
- 05. Februar: Will Shade, US-amerikanischer Blues-Musiker († 1966)
- 06. Februar: Erna Sack, deutsche Sängerin (Sopran) († 1972)
- 07. Februar: Kurt Kolle, deutscher Psychiater und Autor († 1975)
- 09. Februar: Wilhelm Ahrens, deutscher Uhrmacher, Redakteur, Widerstandskämpfer gegen den Nationalsozialismus, Amtsvorsteher und Politiker († 1974)
- 09. Februar: Franz Gurk, deutscher Politiker († 1984)
- 09. Februar: Yagi Jūkichi, japanischer Schriftsteller († 1927)

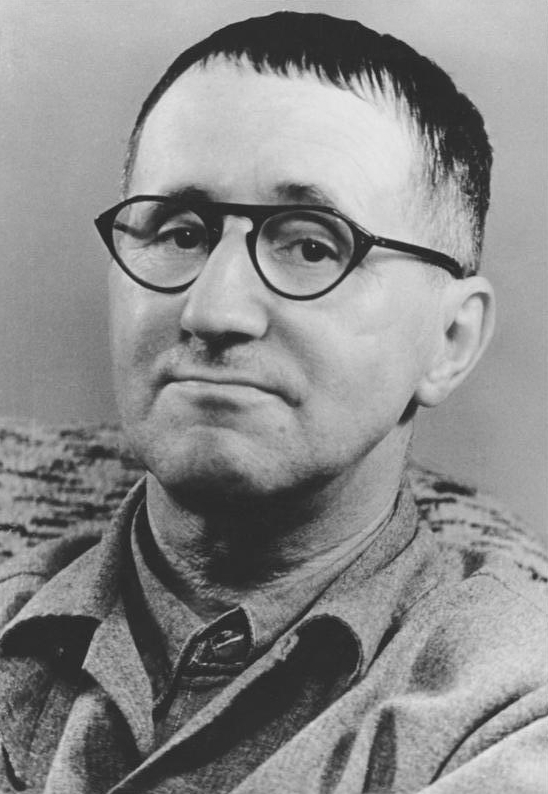
Bertolt Brecht, 1954

- 10. Februar: Bertolt Brecht, deutscher Dramatiker und Lyriker († 1956)
- 10. Februar: Elsa Chauvel, australische Schauspielerin († 1983)
- 10. Februar: Joseph Kessel, französischer Journalist und Schriftsteller († 1979)
- 11. Februar: Wilhelm Heuber, deutscher NS-Politiker und Jurist († 1957)

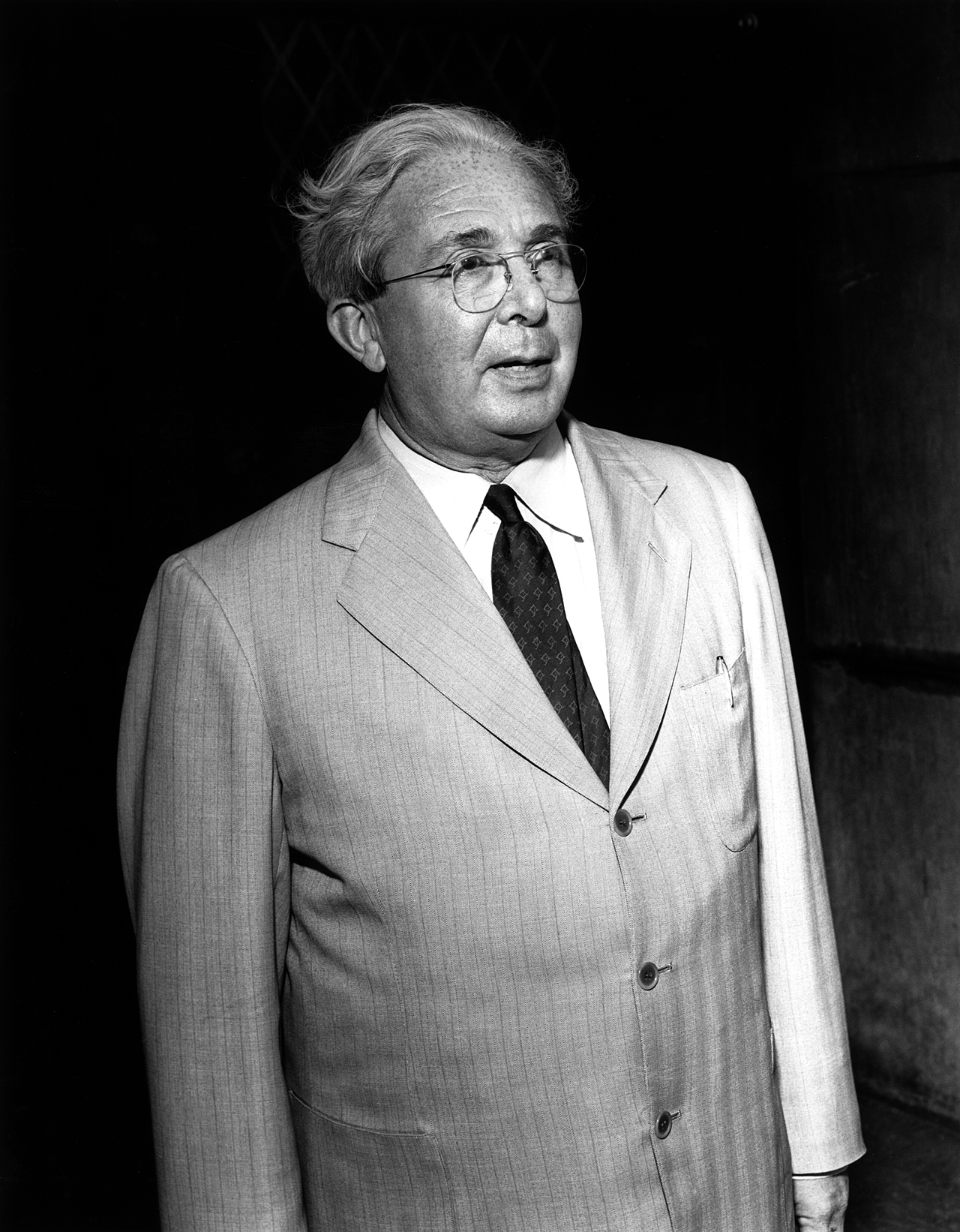
Leó Szilárd, 1960

- 11. Februar: Leó Szilárd, ungarisch-amerikanischer Physiker und Molekularbiologe († 1964)
- 12. Februar: Gheorghe Brătianu, rumänischer Politiker und Historiker († 1953)
- 12. Februar: Roy Harris, US-amerikanischer Komponist († 1979)
- 13. Februar: Proinsias Mac Aodhagáin, irischer Politiker († 1983)
- 13. Februar: Alexander Pawlowitsch Antonow, sowjetischer Schauspieler († 1962)
- 13. Februar: Josef Steib, deutscher Maler und Radierer († 1957)
- 14. Februar: Fritz Zwicky, Schweizer Physiker und Astronom († 1974)
- 15. Februar: Allen Woodring, US-amerikanischer Leichtathlet († 1982)
- 15. Februar: Antonio de Curtis (Toto), italienischer Schauspieler († 1967)
- 16. Februar: Joachim Kortüm, deutscher General († 1982)
- 17. Februar: Bruno Leddin, deutscher Politiker († 1951)
- 18. Februar: Briton Hadden, US-amerikanischer Verleger († 1929)

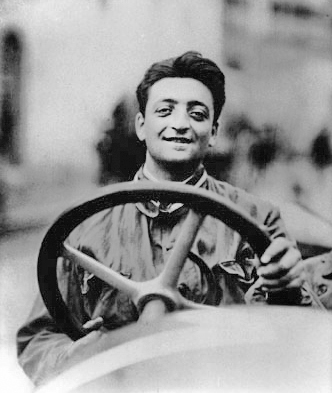
Enzo Ferrari

- 18. Februar: Enzo Ferrari, italienischer Automobilrennfahrer und Gründer des Rennwagenherstellers Ferrari († 1988)
- 19. Februar: Waldemar Kraft, deutscher Politiker († 1977)
- 19. Februar: Lotte Brackebusch, deutsche Schauspielerin († 1978)
- 21. Februar: Irving Cohn, US-amerikanischer Songwriter († 1961)
- 21. Februar: Ernst Meyer, Schweizer Althistoriker († 1975)
- 21. Februar: Adolf Ehlers, deutscher Politiker (SPD) und MdBB († 1978)
- 22. Februar: Anton de Kom, afroamerikanischer Widerstandskämpfer und Autor († 1945)
- 23. Februar: Francesco Fasola, italienischer Erzbischof († 1988)
- 24. Februar: Gerald Frank Anderson, britischer Schachkomponist und Jagdflieger († 1983)
- 24. Februar: Hubert Houben, deutscher Leichtathlet († 1956)
- 24. Februar: Alois Podhajsky, bosnischer Reiter, Leiter der Spanischen Hofreitschule († 1973)
- 24. Februar: Kurt Tank, deutscher Ingenieur († 1983)
- 25. Februar: William Thomas Astbury, englischer Physiker und Molekularbiologe († 1961)
- 25. Februar: Camille Bernard, kanadische Sängerin, Lehrerin und Schauspielerin († 1984)
- 26. Februar: Karl Astel, deutscher „Rassenforscher“ und „Rassenhygieniker“ († 1945)
- 26. Februar: Konstantin Biebl, tschechischer Dichter († 1951)
- 26. Februar: Peter Harlan, deutscher Lautenist und Instrumentenbauer († 1966)
- 27. Februar: Oskar Audörsch, deutscher Generalmajor († 1991)
- 27. Februar: Bronisław Rutkowski, polnischer Organist, Musikwissenschaftler und -pädagoge († 1964)

### März
- 01. März: Homer A. Holt, US-amerikanischer Politiker († 1975)
- 01. März: Wilhelm Pramme, deutscher Maler († 1965)
- 03. März: Emil Artin, österreichischer Mathematiker († 1962)
- 03. März: Aenne Biermann, deutsche Fotografin († 1933)
- 03. März: Humberto Viscarra Monje, bolivianischer Komponist († 1971)
- 03. März: Hans Seischab, österreichisch-deutscher Professor für Betriebswirtschaftslehre († 1965)
- 03. März: Thomas R. Underwood, US-amerikanischer Politiker († 1956)
- 04. März: Hans Krebs, Offizier und Generalstabschef der Wehrmacht († 1945)
- 04. März: Dora Labbette, englische Sängerin († 1984)
- 04. März: René Leroy, französischer Flötist und Musikpädagoge († 1985)
- 05. März: Jan Oosthoek, niederländischer Fußballspieler († 1973)
- 05. März: Ben Selvin, US-amerikanischer Bandleader († 1980)

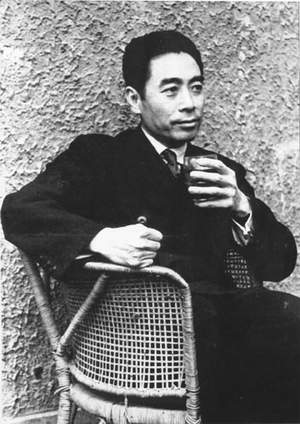
Zhou Enlai, 1946

- 05. März: Zhou Enlai, chinesischer Premierminister und Führer der KP Chinas († 1976)
- 05. März: Ōkawa Misao, japanische Altersrekordlerin († 2015)
- 06. März: Therese Giehse, deutsche Schauspielerin († 1975)
- 06. März: Gus Sonnenberg, US-amerikanischer American-Football-Spieler, Wrestler († 1944)
- 07. März: Jack Albert Arbour, kanadischer Eishockeyspieler und -trainer († 1973)
- 07. März: Daniel Buscarlet, Schweizer evangelischer Geistlicher († 1988)
- 08. März: Theophilus E. Dönges, Präsident von Südafrika († 1968)
- 08. März: Karl Weber, deutscher Politiker († 1985)
- 09. März: Luther Hodges, US-amerikanischer Politiker († 1974)
- 11. März: Amédé Ardoin, US-amerikanischer Musiker († 1941)
- 12. März: Tian Han, chinesischer Schriftsteller, bekannt für seine Dramen, Opern und Filmmanuskripte († 1968)
- 13. März: Henry Hathaway, US-amerikanischer Filmregisseur († 1985)
- 16. März: Jakob Haringer, deutscher Schriftsteller († 1948)
- 16. März: Alina de Silva, peruanische Sängerin und Schauspielerin († 1972)
- 17. März: Jakob Ackeret, Schweizer Aerodynamiker († 1981)
- 17. März: André Pisart, belgischer Automobilrennfahrer († 1952)
- 17. März: Yokomitsu Ri'ichi, japanischer Schriftsteller († 1947)
- 18. März: Ofelia Nieto, spanische Sängerin († 1931)
- 18. März: Lawrence Kardinal Shehan, Erzbischof von Baltimore († 1984)
- 22. März: Dora Puelma, chilenische Malerin († 1972)
- 23. März: Roger Delano, französischer Automobilrennfahrer († 1966)
- 23. März: Fritz Johlitz, deutscher Politiker und Reichstagsabgeordneter († 1974)
- 25. März: Kon Tōkō, japanischer Schriftsteller und Politiker († 1977)
- 26. März: Paul Schmidt, deutscher Erfinder († 1976)
- 27. März: Herb Stein, US-amerikanischer American-Football-Spieler († 1980)
- 27. März: Josef Müller, deutscher Politiker und Abgeordneter in der Weimarer Republik († 1979)
- 28. März: Max zu Schaumburg-Lippe, österreichischer Automobilrennfahrer († 1974)
- 29. März: Fritz Bache, deutscher Fußballspieler († 1959)
- 30. März: Heinz Risse, deutscher Schriftsteller und Automobilrennfahrer († 1989)
- 31. März: Kurt Angermann, deutscher Verwaltungsjurist († 1978)

### April
- 01. April: Jakob Adlhart, deutsch-österreichischer Bildhauer († 1985)
- 01. April: Joe Alexander, US-amerikanischer Arzt, American-Football-Spieler und -Trainer († 1975)
- 01. April: Zales Ecton, US-amerikanischer Politiker († 1961)
- 01. April: William James Sidis, US-amerikanisches Genie († 1944)
- 02. April: Walter Sethe, deutscher Verwaltungsbeamter († 1955)
- 03. April: Henry Luce, US-amerikanischer Verleger († 1967)
- 04. April: Marie Ahlers, deutsche Politikerin († 1968)
- 04. April: Theodor Habicht, deutscher Politiker († 1944)
- 04. April: Philipp Lersch, deutscher Psychologe († 1972)
- 06. April: Richard Böhmig, deutscher Mediziner und Hochschullehrer († 1972)
- 08. April: Therese Neumann, deutsche (bayerische) Bauernmagd und Mystikerin († 1962)
- 08. April: André Rousseau, französischer Automobilrennfahrer († 1964)
- 09. April: Curly Lambeau, US-amerikanischer American-Football-Spieler und -Trainer († 1965)
- 09. April: Julius Patzak, österreichischer Opern- und Liedsänger († 1974)
- 09. April: Paul Robeson, US-amerikanischer Schauspieler, Sänger, Sportler, Autor und Bürgerrechtler († 1976)
- 10. April: José Loreto Arismendi, venezolanischer Rechtsanwalt und Politiker († 1979)
- 10. April: Fred Hall, US-amerikanischer Musiker und Dirigent († 1954)
- 11. April: Robert d’Escourt Atkinson, britischer Astronom, Physiker und Erfinder († 1982)
- 11. April: Conny Méndez, venezolanische Schauspielerin, Malerin und Karikaturistin, Schriftstellerin und Komponistin und Begründerin des Movimiento de Metafísica Cristiana († 1979)
- 11. April: Gaston Thiébaut, französischer Politiker († 1982)
- 12. April: Rudolf Joho, Schweizer Theaterschaffender († 1966)
- 13. April: Chandulal Shah, indischer Filmregisseur und Gründer der Ranjit Studios († 1975)
- 14. April: Harold Stephen Black, US-amerikanischer Elektronikingenieur († 1983)
- 15. April: Peter DePaolo, US-amerikanischer Automobilrennfahrer († 1980)
- 15. April: Ria Ginster, deutsche Sängerin und Gesangspädagogin († 1985)
- 15. April: Flemming Weis, dänischer Komponist († 1981)
- 16. April: Hijikata Yoshi, japanischer Theaterleiter († 1959)
- 17. April: Hans Blöcker, deutscher Politiker († 1988)
- 17. April: Armand Hiebner, Schweizer Musikkritiker und Chorleiter († 1990)
- 19. April: Constance Talmadge, US-amerikanische Schauspielerin der Stumm- und frühen Tonfilmzeit († 1973)
- 20. April: Emmanuel Bove, französischer Schriftsteller († 1945)
- 20. April: Benjamín Carrión, ecuadorianischer Schriftsteller († 1979)
- 20. April: Jacob Maarten van Bemmelen, niederländischer Rechtswissenschaftler († 1982)
- 21. April: Otto Brunner, österreichischer Historiker († 1982)
- 21. April: Steve Owen, US-amerikanischer American-Football-Spieler und -Trainer († 1964)
- 22. April: Martin Loibl, deutscher Politiker († 1951)
- 23. April: Lucius D. Clay, US-amerikanischer Militär und Politiker († 1978)
- 23. April: Edwin Erich Dwinger, deutscher Schriftsteller († 1981)
- 23. April: Justin Abraham Najmy, syrischer Bischof in den USA († 1968)
- 24. April: René Smet, belgischer Ruderer und Boxer († 1980)
- 25. April: Edmund Kolbe, deutscher Maler († 1983)
- 25. April: Arthur Mertins, deutscher Politiker († 1979)
- 28. April: Grantley Herbert Adams, barbadischer Politiker († 1971)
- 26. April: Vicente Aleixandre, spanischer Lyriker und Literaturnobelpreisträger († 1984)
- 26. April: Werner Pledath, deutscher Schauspieler und Synchronsprecher († 1965)
- 28. April: Ernst Lemmer, deutscher Politiker († 1970)
- 29. April: Rudolf Dassler, deutscher Unternehmer, Gründer des Sportartikelherstellers Puma († 1974)

### Mai
- 01. Mai: Eugene Robert Black, US-amerikanischer Bankmanager, 3. Präsident der Weltbank († 1992)
- 02. Mai: Rinaldo Barlassina, italienischer Fußballschiedsrichter († 1946)
- 03. Mai: Golda Meïr, israelische Politikerin († 1978)
- 05. Mai: Alfred van Nüß, deutscher Schachmeister († 1961)
- 06. Mai: Konrad Henlein, deutsch-tschechischer Politiker († 1945)
- 08. Mai: František Čech, tschechischer Puppenspieler und Puppenspielautor († 1951)
- 08. Mai: Hans Friedrich Rohner, Schweizer Maler († 1972)
- 08. Mai: Alojzije Stepinac, jugoslawischer römisch-katholischer Geistlicher, Erzbischof von Zagreb und Kardinal († 1960)
- 10. Mai: Hélène Campinchi, französische Juristin und Résistante († 1962)
- 10. Mai: Ariel Durant, US-amerikanische Schriftstellerin († 1981)
- 10. Mai: Herbert Elwell, US-amerikanischer Komponist und Musikpädagoge († 1974)
- 10. Mai: Ida Geiger, bayrische Aufständische († 1959)
- 10. Mai: Rudolph Schönheimer, deutscher Biochemiker († 1941)
- 13. Mai: Ernő Erbstein, ungarischer Fußballspieler und -trainer († 1949)
- 13. Mai: Ernst Gaste, deutscher Eiskunstläufer († 1972)
- 14. Mai: Josef Adolf, tschechoslowakischer nordischer Skisportler († 1951)
- 14. Mai: Melvin Maas, US-amerikanischer Politiker († 1964)
- 15. Mai: Arletty, französische Schauspielerin († 1992)
- 15. Mai: Richard W. Leche, US-amerikanischer Politiker († 1965)
- 15. Mai: Emil Swoboda, österreichischer Widerstandskämpfer und Mitglied des Republikanischen Schutzbundes († 1934)
- 16. Mai: Tamara de Lempicka, polnische Malerin († 1980)
- 17. Mai: Lama Anagarika Govinda, deutscher Interpret des Buddhismus († 1985)
- 17. Mai: Karl Mauss, deutscher Offizier († 1959)
- 17. Mai: Hans Winkler, deutscher Motorradrennfahrer († 1936)
- 17. Mai: Dorothea Thies, deutsche Schauspielerin († 1980)
- 18. Mai: Alfred Eduard Frauenfeld, deutscher nationalsozialistischer Politiker († 1977)
- 19. Mai: Julius Evola, italienischer Kulturphilosoph († 1974)
- 21. Mai: Walter Muschg, Schweizer Literaturhistoriker († 1965)
- 21. Mai: Karel Hába, tschechischer Komponist († 1972)
- 22. Mai: Lucy Doraine, ungarischer Stummfilmstar († 1989)
- 22. Mai: Wilhelm Schellenberg Bürgermeister der Stadt Weil am Rhein († 1978)
- 23. Mai: Georgios Grivas, zypriotischer Patriot († 1974)
- 23. Mai: Josef Terboven, Gauleiter von Essen und Reichskommissar († 1945)
- 23. Mai: Heinrich Zillich, deutscher Schriftsteller und Dichter († 1988)
- 25. Mai: Robert Aron, französischer Historiker und Essayist († 1975)
- 25. Mai: Ferdinand Feigl, österreichischer Fußballtorhüter († 1961)
- 25. Mai: Mischa Levitzki, US-amerikanischer Pianist († 1941)
- 26. Mai: Ernst Bacon, US-amerikanischer Komponist, Dirigent, Pianist und Musikpädagoge († 1990)
- 27. Mai: Adolf Wingler, deutscher Jurist († 1986)
- 25. Mai: Gustav Regler, deutscher Schriftsteller († 1963)
- 31. Mai: Johan Brouwer, niederländischer Autor, Romanist, Hispanist, Übersetzer und Widerstandskämpfer († 1943)
- 31. Mai: Georg Singer, deutscher Politiker und Antifaschist († 1942)

### Juni

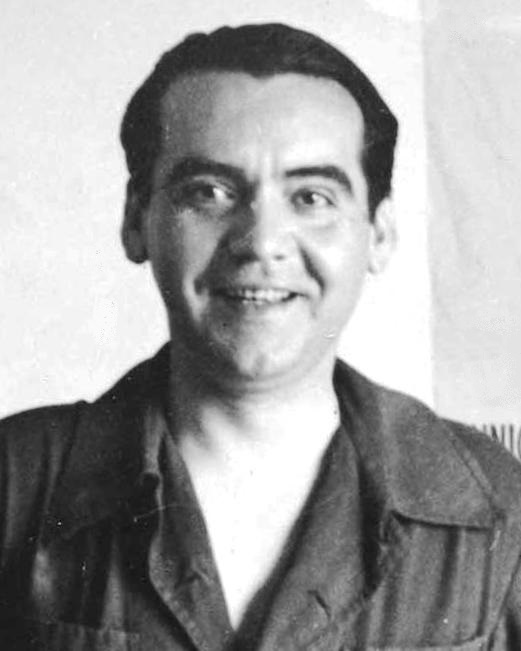
García Lorca, 1932

- 05. Juni: Federico García Lorca, spanischer Autor († 1936)
- 05. Juni: Hans Ambs, deutscher Politiker († 1962)
- 06. Juni: Walter Abel, US-amerikanischer Schauspieler († 1987)
- 06. Juni: René Bonneau, französischer Automobilrennfahrer († 1951)
- 06. Juni: Ninette de Valois, irische Tänzerin des klassischen Balletts († 2001)
- 07. Juni: Johann Daniel Achelis, deutscher Physiologe und Medizinhistoriker († 1963)
- 08. Juni: José Perotti, chilenischer Maler und Bildhauer († 1956)
- 09. Juni: Curzio Malaparte, italienischer Schriftsteller und Journalist († 1957)
- 09. Juni: Luigi Fagioli, italienischer Automobilrennfahrer († 1952)
- 09. Juni: Leo Elthon, US-amerikanischer Politiker († 1967)
- 09. Juni: Oskar Joost, deutscher Musiker († 1941)
- 10. Juni: Marie Auguste Antoinette Friederike Alexandra Hilda Luise Prinzessin von Anhalt, deutsche Adelige († 1983)
- 12. Juni: Ludwig Friedrich Barthel, deutscher Erzähler und Essayist († 1962)
- 12. Juni: Michail Jefimowitsch Kolzow, sowjetischer Feuilletonist und Journalist († 1940)
- 15. Juni: Wladimir Georgijewitsch Dekanosow, sowjetischer Politiker und Diplomat († 1953)
- 15. Juni: Jimmie Simpson, britischer Motorradrennfahrer († 1981)
- 15. Juni: Hubertus Strughold, deutscher Luftfahrtmediziner († 1986)
- 16. Juni: Alois Lutz, österreichischer Eiskunstläufer († 1918)
- 17. Juni: Carl Hermann, deutscher Professor für Kristallographie († 1961)
- 17. Juni: M. C. Escher, niederländischer Künstler und Grafiker († 1972)
- 18. Juni: Samuel Elzevier de Jongh, niederländischer Pharmakologe († 1976)
- 19. Juni: Benno von Arent, deutscher Architekt und „Reichsbühnenbildner“ im Dritten Reich († 1956)
- 19. Juni: Paul Müller-Zürich, Schweizer Komponist († 1993)
- 20. Juni: Kaspar Aßhoff, deutscher Verbandsfunktionär († 1945)
- 22. Juni: Werner Adams, deutscher Eisenbahningenieur († nach 1967)

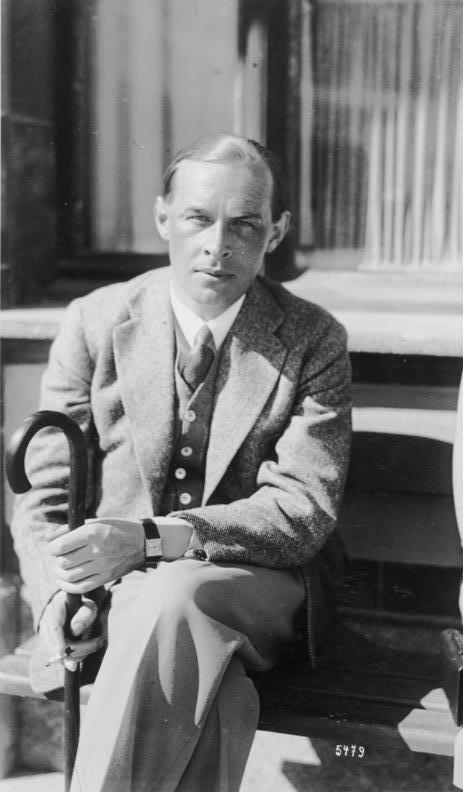
Erich Maria Remarque, 1929

- 22. Juni: Erich Maria Remarque, deutscher Autor († 1970)
- 23. Juni: André Tulard, französischer Beamter († 1967)
- 26. Juni: Wilhelm Emil Messerschmitt, deutscher Flugzeugkonstrukteur und Unternehmer († 1978)
- 26. Juni: Ernst Nebhut, deutscher Schriftsteller, Librettist und Drehbuchautor († 1974)
- 26. Juni: Henri Théodore Pigozzi, französisch-italienischer Kaufmann und Industrieller († 1964)
- 27. Juni: Johann Blankemeyer, deutscher nationalsozialistischer Politiker († 1982)
- 27. Juni: Alja Rachmanowa, russische Schriftstellerin († 1991)
- 29. Juni: Yvonne Lefébure, französische Pianistin († 1986)

### Juli
- 01. Juli: Eric Ross Arthur, kanadischer Architekt und Autor († 1982)
- 02. Juli: Heinrich Schulte, deutscher Psychiater († 1983)
- 02. Juli: Hugh Latimer Dryden, US-amerikanischer Wissenschaftler († 1965)
- 03. Juli: Erich Akt, deutscher Politiker († unbekannt)
- 03. Juli: Martin David, deutsch-niederländischer Rechtshistoriker des Orients und Papyrologe († 1986)
- 04. Juli: Gulzarilal Nanda, indischer Politiker († 1998)
- 04. Juli: Gertrude Weaver, US-amerikanische Supercentenarian († 2015)
- 05. Juli: Aziz Suryal Atiya, ägyptischer Koptologe und Historiker († 1988)
- 05. Juli: Henri Lapierre, französischer Automobilrennfahrer († 1980)
- 06. Juli: Hanns Eisler, deutscher Komponist († 1962)
- 06. Juli: Helene Wessel, deutsche Politikerin, eine der vier „Mütter des Grundgesetzes“ († 1969)
- 07. Juli: Edward Curtiss, US-amerikanischer Filmeditor († 1970)
- 07. Juli: Germaine Malépart, kanadische Pianistin und Musikpädagogin († 1963)
- 08. Juli: May Picqueray, französische Widerstandskämpferin und Anarchistin († 1983)
- 09. Juli: Johannes Sigfred Andersen, norwegischer Schmuggler, Verbrecher und Widerstandskämpfer († 1970)
- 09. Juli: Petar Gabrowski, bulgarischer Politiker († 1945)
- 11. Juli: E. W. Emo, österreichischer Filmregisseur († 1975)
- 11. Juli: Gregor Pinke, deutscher Widerstandskämpfer gegen den Nationalsozialismus († 1941)
- 14. Juli: Happy Chandler, US-amerikanischer Politiker († 1991)
- 14. Juli: Otto Krone, deutscher Schauspieler († 1974)
- 17. Juli: Berenice Abbott, US-amerikanische Fotografin († 1991)
- 18. Juli: August von Finck senior, deutscher Bankier († 1980)
- 19. Juli: Herbert Marcuse, deutsch-amerikanischer Philosoph und Soziologe († 1979)
- 19. Juli: Juan Bautista Plaza, venezolanischer Komponist († 1965)
- 20. Juli: Anton Bornefeld, deutscher katholischer Priester († 1980)
- 21. Juli: Sara Carter, US-amerikanische Country-Sängerin († 1979)
- 22. Juli: Alexander Calder, US-amerikanischer Bildhauer (Mobiles) († 1976)
- 22. Juli: Stephen Vincent Benét, US-amerikanischer Schriftsteller († 1943)
- 23. Juli: Jacob Marschak, US-amerikanischer Ökonom und Wissenschaftler († 1977)
- 23. Juli: Karl August von Thurn und Taxis, deutscher Adeliger, zehnter Chef des Hauses Thurn und Taxis († 1982)
- 24. Juli: Wilhelm Armbrecht, deutscher Politiker († 1972)
- 24. Juli: Roman Chwalek, Minister für Arbeit der DDR († 1974)
- 25. Juli: Charles Noble Arden-Clarke, britischer Kolonialverwaltungsbeamter († 1962)
- 27. Juli: Lena Amsel, deutsche Tänzerin und Schauspielerin († 1929)
- 27. Juli: Renato Balestrero, italienischer Automobilrennfahrer († 1948)
- 29. Juli: Anthony John Arkell, britischer Ägyptologe († 1980)
- 29. Juli: Isidor Isaac Rabi, US-amerikanischer Physiker († 1988)
- 30. Juli: Henry Moore, englischer Bildhauer und Maler († 1986)
- 31. Juli: Horst von Mellenthin, deutscher General der Artillerie († 1977)
- 31. Juli: Karl Skraup, österreichischer Schauspieler († 1958)

### August
- 03. August: Herbert Behrens-Hangeler, deutscher Maler, Grafiker und Schriftsteller († 1981)
- 03. August: Ildebrando Antoniutti, italienischer Kardinal der römisch-katholischen Kirche († 1974)
- 04. August: Rudolf Kellerhals, Schweizer Jurist († 1960)
- 04. August: Ernesto Maserati, italienischer Automobilrennfahrer, Ingenieur und Unternehmer († 1975)
- 05. August: Roman Richard Atkielski, US-amerikanischer Weihbischof († 1969)
- 05. August: Gustav Canaval, österreichischer Journalist († 1959)
- 05. August: Piero Sraffa, italienischer Wirtschaftswissenschaftler († 1983)
- 08. August: Josef Ecker-Stadlmayr, österreichischer Politiker († 1972)
- 08. August: Mark Lasarewitsch Lewi, russischer Autor († 1973)
- 09. August: Lawrence Brooks Hays, US-amerikanischer Politiker († 1981)
- 10. August: Leyla Achba, Prinzessin am osmanischen Hof († 1931)
- 10. August: Tadeusz Dołęga-Mostowicz, polnischer Journalist und Schriftsteller († 1939)
- 11. August: Petur Mohr Dam, färöischer sozialdemokratischer Politiker († 1968)
- 11. August: Karolina Lanckorońska, polnische Kunsthistorikerin und Schriftstellerin († 2002)
- 12. August: Oskar Homolka, österreichisch-amerikanischer Schauspieler († 1978)
- 13. August: Emile Mary, französischer Automobilrennfahrer († 1959)
- 13. August: Lucie Ribbe, deutsche Malerin († 1993)
- 15. August: Jan Brzechwa, polnischer Poet, Autor und Übersetzer († 1966)
- 16. August: Jacob Brandsma, niederländischer Ruderer († 1976)
- 18. August: Werner Bruschke, Ministerpräsident von Sachsen-Anhalt († 1995)
- 18. August: Gaston Crunelle, französischer Flötist und Musikpädagoge († 1990)
- 20. August: Julius Schaub, Adolf Hitlers langjähriger persönlicher Chefadjutant († 1967)
- 20. August: Vilhelm Moberg, schwedischer Schriftsteller († 1973)
- 20. August: Elisabeth Treskow, deutsche Goldschmiedin († 1992)
- 21. August: Hans Christian Asmussen, deutscher Theologe († 1968)
- 21. August: Hugh Peterson, US-amerikanischer Politiker († 1961)
- 23. August: Adolf Ahrens, deutscher Unternehmer und Politiker († 1974)
- 24. August: Marianne von Angern, deutsche Schriftstellerin († 1969)
- 24. August: Fred Rose, US-amerikanischer Country-Musiker, Komponist und Publizist († 1954)
- 24. August: Malcolm Cowley, US-amerikanischer Schriftsteller, Dichter und Literaturkritiker († 1989)
- 25. August: Helmut Hasse, deutscher Mathematiker, Algebraiker und Zahlentheoretiker († 1979)
- 26. August: Eduard Baumgarten, deutscher Soziologe († 1982)
- 26. August: Peggy Guggenheim, US-amerikanische Sammlerin und Galeristin († 1979)
- 26. August: Silvia Koller, österreichische Malerin († 1963)
- 28. August: Joe Rooney, US-amerikanischer American-Football-Spieler († 1979)
- 29. August: Preston Sturges, US-amerikanischer Drehbuchautor und Regisseur († 1959)
- 30. August: Shirley Booth, US-amerikanische Schauspielerin († 1992)
- 30. August: Zofia Marchlewska, polnische Schriftstellerin († 1983)
- 31. August: Ernst Josef Aufricht, deutscher Schauspieler und Theaterdirektor († 1971)

### September
- 01. September: Ernst Ahl, deutscher Zoologe, Ichthyologe und Herpetologe († 1943)
- 01. September: Friedrich Georg Jünger, deutscher Lyriker, Erzähler und Essayist († 1977)
- 01. September: Franz Paul Koch, deutscher Kameramann († 1959)
- 02. September: Pietro Ferrero, italienischer Unternehmer († 1949)
- 02. September: Alfons Gorbach, österreichischer Politiker und Bundeskanzler († 1972)
- 04. September: Rodolfo Moleiro, venezolanischer Lyriker († 1970)
- 06. September: Boris Blinder, US-amerikanischer Cellist († 1987)
- 08. September: Haimar Cumme, deutscher Mathematiker, Physiker und Hochschullehrer († 1964)
- 09. September: Styles Bridges, US-amerikanischer Politiker († 1961)
- 09. September: Yvonne Hagnauer, französische Lehrerin, Widerstandskämpferin und Gerechte unter den Völkern († 1985)
- 10. September: Franz Xaver Arnold, deutscher Theologe und Religionswissenschaftler († 1969)
- 10. September: George Eldredge, US-amerikanischer Schauspieler († 1977)
- 10. September: Hans Globke, deutscher Jurist in Staatsdiensten († 1973)
- 10. September: Manfred Hausmann, deutscher Schriftsteller († 1986)
- 11. September: Otto Reckstat, deutscher Industriearbeiter und Gewerkschaftsfunktionär († 1983)
- 12. September: August Arnold, Filmregisseur, Filmproduzent und als Filmtechnologie-Entwickler († 1983)
- 12. September: Alma Moodie, australische Geigerin († 1943)
- 13. September: Bernard Etté, deutscher Kapellmeister, Instrument Violine († 1973)
- 13. September: Roger Désormière, französischer Dirigent († 1963)
- 13. September: Werner Günther, Schweizer Germanist und Hochschullehrer († 1988)
- 15. September: John Harlan Amen, US-amerikanischer Staatsanwalt († 1960)
- 15. September: Edward Gottlieb, russisch-US-amerikanischer Unternehmer († 1979)
- 17. September: Maurice Delom-Sorbé, französischer Politiker († 1986)
- 19. September: Giuseppe Saragat, italienischer Staatspräsident († 1988)
- 20. September: Ludwig Schneider, deutscher Politiker und MdB († 1978)
- 21. September: Max Rabl, österreichischer Politiker († 1964)
- 21. September: Werner Schramm, deutscher Bühnenbildner, Bildnis-, Figuren- und Landschaftsmaler († 1970)
- 22. September: Karl Pistorius, österreichischer Opernsänger († 1966)
- 23. September: Franz Xaver Fuhr, deutscher Maler († 1973)

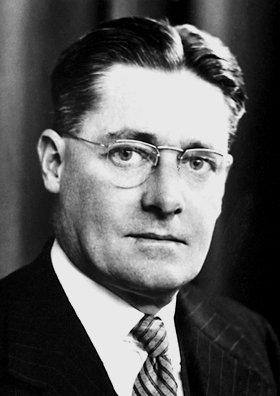
Howard Walter Florey

- 24. September: Howard Walter Florey, australischer Pathologe († 1968)
- 24. September: Robert D. Blue, US-amerikanischer Politiker († 1989)
- 25. September: Walter Henry Judd, US-amerikanischer Politiker († 1994)
- 25. September: Robert Stauch, deutscher Politiker († 1981)

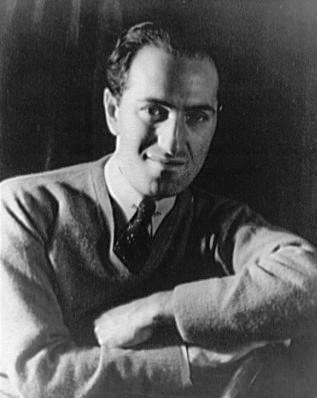
George Gershwin, 1937

- 26. September: George Gershwin, US-amerikanischer Komponist († 1937)
- 27. September: Vincent Youmans, US-amerikanischer Komponist († 1946)
- 28. September: Baconin Borzacchini, italienischer Automobilrennfahrer († 1933)
- 29. September: Trofim Denissowitsch Lyssenko, ukrainischer Biologe († 1976)
- 30. September: Renée Adorée, französische Schauspielerin († 1933)
- 30. September: Charlotte von Monaco, monegassische Adelige, Mutter von Fürst Rainier III. von Monaco († 1977)
- 30. September: Nikolaus Groß, deutscher Gewerkschafter und Widerstandskämpfer, von den Nazis hingerichtet († 1945)

### Oktober
- 01. Oktober: Karl Franz Rankl, österreichischer Dirigent und Komponist († 1968)
- 03. Oktober: Leo McCarey, US-amerikanischer Regisseur, Filmproduzent und Drehbuchautor († 1969)
- 03. Oktober: Adolf Reichwein, deutscher Wirtschaftswissenschaftler und Kulturpolitiker († 1944)
- 03. Oktober: Hans Julius Wolff, deutscher Rechtswissenschaftler († 1976)
- 04. Oktober: Karl Kollmann, österreichischer Politiker († 1989)
- 04. Oktober: Jan Liwacz, polnischer Häftling im KZ Auschwitz († 1980)
- 05. Oktober: Ervin Šinko, ungarischer Schriftsteller und Professor († 1967)
- 05. Oktober: Ewald Balser, deutscher Schauspieler († 1978)
- 06. Oktober: Franz Altheim, deutscher Althistoriker und Klassischer Philologe († 1976)
- 06. Oktober: Mitchell Leisen, US-amerikanischer Regisseur, Schauspieler und Kostümdesigner († 1972)
- 06. Oktober: André Marandet, französischer Automobilrennfahrer († 1976)
- 07. Oktober: Johann Anetseder, deutscher Politiker († 1948)
- 07. Oktober: Jean Grimaldi, kanadischer Schauspieler, Sänger und Autor († 1996)
- 07. Oktober: Alfred Wallenstein, US-amerikanischer Dirigent und Cellist († 1983)
- 08. Oktober: Hal B. Wallis, US-amerikanischer Produzent († 1986)
- 10. Oktober: Karl Bielig, deutscher Politiker und MdB († 1991)
- 10. Oktober: Marie-Pierre Kœnig, französischer General († 1970)
- 10. Oktober: Ferenc Szedlacsek, tschechoslowakischer Fußballspieler und -trainer ungarischer Abstammung († 1973)
- 11. Oktober: Edmond Soussa, ägyptischer Karambolagespieler und elffacher Weltmeister († 1989)
- 12. Oktober: Hans Georg Klamroth, Mitwisser beim geplanten Attentat auf Adolf Hitler am 20. Juli 1944 († 1944)
- 13. Oktober: Georg Neumann, deutscher Unternehmer († 1976)
- 14. Oktober: Maurice Martenot, Erfinder der Ondes Martenot († 1980)
- 15. Oktober: Roger Bourcier, französischer Automobilrennfahrer († 1959)
- 15. Oktober: Joan Chetwynd, britische Automobilrennfahrerin († 1979)
- 15. Oktober: Hans Heller, deutscher Komponist († 1969)
- 15. Oktober: Walt Horan, US-amerikanischer Politiker († 1966)
- 15. Oktober: Boughera El-Ouafi, algerischer Leichtathlet († 1959)
- 15. Oktober: Günther Ramin, deutscher Organist, Chorleiter und Komponist († 1956)
- 15. Oktober: Hertha Vogel-Voll, deutsche Buch- und Theaterautorin († 1975)
- 17. Oktober: Shinichi Suzuki, japanischer Violinist († 1998)
- 17. Oktober: Simon Vestdijk, niederländischer Schriftsteller († 1971)
- 17. Oktober: Paul Weitkus, deutscher Generalmajor († 1974)
- 18. Oktober: Clemente Biondetti, italienischer Automobilrennfahrer († 1955)
- 18. Oktober: Werner Burri, Schweizer Keramiker († 1972)
- 18. Oktober: Lotte Lenya, österreichisch-US-amerikanische Schauspielerin und Sängerin († 1981)
- 18. Oktober: Tsuboi Shigeji, japanischer Schriftsteller († 1975)
- 20. Oktober: Oskar Wacker, deutscher Politiker († 1972)
- 21. Oktober: Amadeus, Graf von Savoyen, Herzog von Apulien, 3. Herzog von Aosta, Gouverneur und Vizekönig († 1942)
- 21. Oktober: Paul Brunton, eigentlich Raphael Hurst, englischer Philosoph, Mystiker und Autor († 1981)
- 21. Oktober: Heinrich Walter, deutsch-russischer Geobotaniker und Öko-Physiologe († 1989)
- 22. Oktober: William Quindt, deutscher Journalist und Schriftsteller († 1969)
- 23. Oktober: Gertrud Brendler, deutsche Schauspielerin († 1983)
- 25. Oktober: Karl Anton, tschechischer Filmregisseur, Drehbuchautor und Filmproduzent († 1979)
- 26. Oktober: Jean Grelaud, französischer Veteran des Ersten Weltkriegs († 2007)
- 28. Oktober: František Běhounek, tschechischer Physiker und Schriftsteller († 1973)
- 29. Oktober: Ernst Wollweber, Minister für Staatssicherheit in der DDR († 1967)
- 30. Oktober: Thomas A. Burke, US-amerikanischer Politiker († 1971)
- 30. Oktober: Lothar Kreyssig, deutscher Richter und Gründer der Aktion Sühnezeichen († 1986)
- 31. Oktober: Max Reimann, deutscher Politiker († 1977)

### November
- 01. November: Manfred Ackermann, österreichischer sozialdemokratischer Politiker und Gewerkschaftsfunktionär († 1991)
- 01. November: Sippie Wallace, US-amerikanische Blues-Musikerin († 1986)
- 01. November: Arthur Legat, belgischer Automobilrennfahrer († 1960)
- 01. November: Eugen Mossakowsky, deutscher Nationalsozialist, Nationalrevolutionär und Redakteur († 1969)
- 02. November: Hans Loch, Vorsitzender der LDPD und Finanzminister der DDR († 1960)
- 06. November: Helmuth von Grolman, deutscher Soldat und Politiker († 1977)
- 06. November: Georg Schnath, deutscher Historiker († 1989)
- 07. November: Wadim Borissowitsch Schawrow, sowjetischer Flugzeugkonstrukteur († 1976)
- 10. November: Martin Jahn, deutscher Zeichner, Maler und Kunstpädagoge († 1981)
- 11. November: Hugo Makibi Enomiya-Lassalle, deutsch-japanischer Jesuit und Zen-Meister († 1990)
- 12. November: Leopold Okulicki, Führer der Polnischen Heimatarmee († 1946)
- 12. November: Leon Štukelj, slowenischer Turner, Goldmedaillengewinner bei den Olympischen Spielen († 1999)
- 13. November: Wallace F. Bennett, US-amerikanischer Politiker († 1993)
- 16. November: Warren McCulloch, US-amerikanischer Neurophysiologe und Kybernetiker († 1969)
- 16. November: Elisabeth Zaisser, Ministerin für Volksbildung der DDR († 1987)
- 18. November: Joris Ivens, niederländischer Dokumentarfilmmacher († 1989)
- 18. November: Poul F. Joensen, färöischer Dichter († 1970)
- 19. November: William Sheldon, US-amerikanischer Mediziner und Psychologe († 1977)
- 21. November: Julius E. Slack, US-amerikanischer Offizier, General der US-Army († 1968)
- 21. November: René Magritte, belgischer Maler des Surrealismus († 1967)
- 22. November: Gabriel González Videla, chilenischer Politiker († 1980)
- 22. November: Wiley Post, US-amerikanischer Pilot († 1935)
- 23. November: Fritz Lange, Minister für Volksbildung der DDR († 1981)
- 23. November: Wilhelm Schmidhuber, deutscher Politiker († 1965)

Liú Shàoqí

- 24. November: Liu Shaoqi, Vorsitzender der KP Chinas und Präsident der Volksrepublik China († 1969)
- 26. November: Paul Gibbert, deutscher Politiker († 1967)

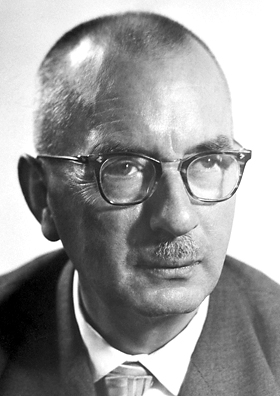
Karl Ziegler

- 26. November: Karl Ziegler, deutscher Chemiker († 1973)

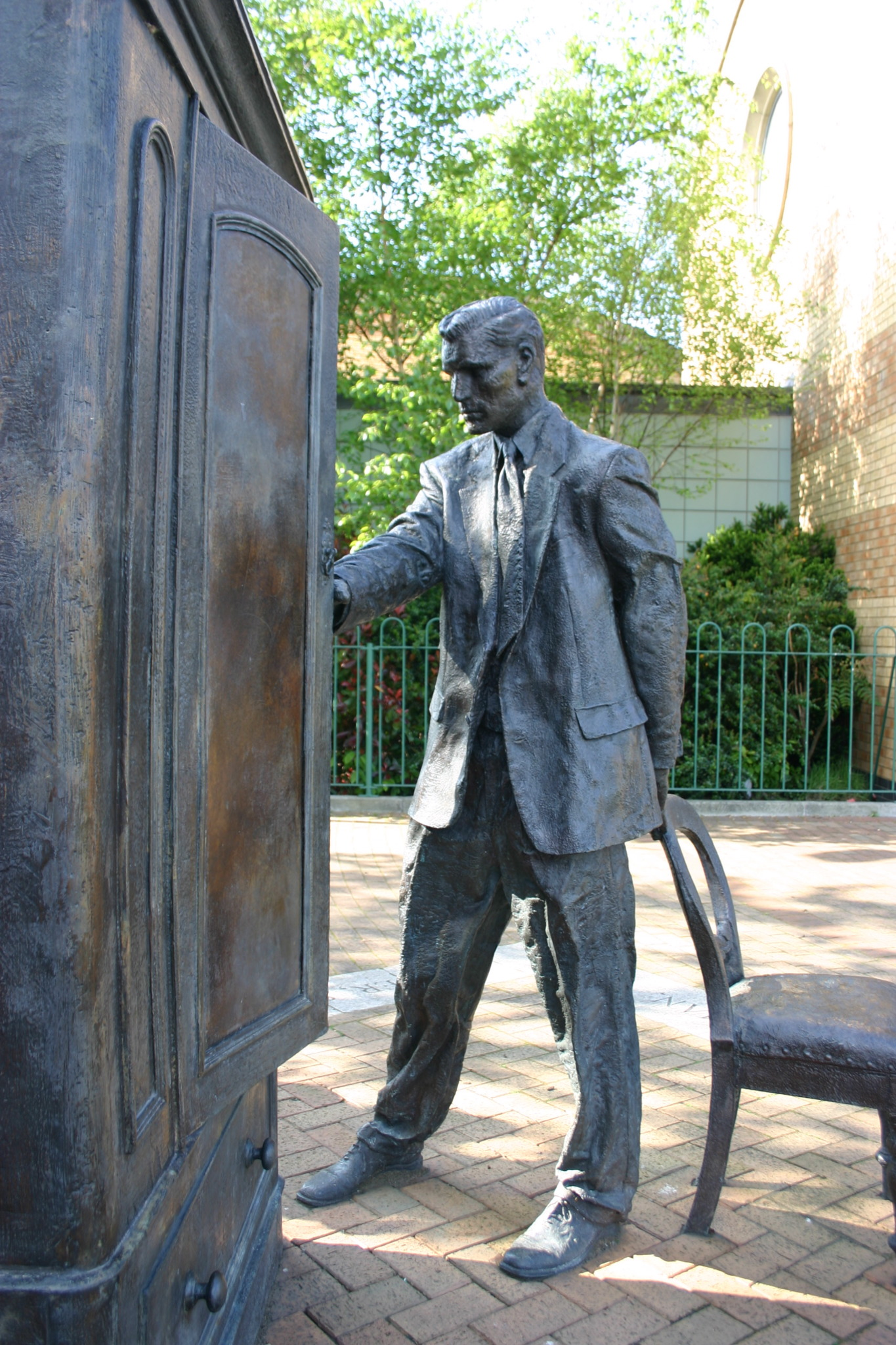
Denkmal für C. S. Lewis von Ross Wilson in Belfast

- 28. November: Lotte Laserstein, deutsch-schwedische Malerin († 1993)
- 29. November: Clive Staples Lewis, britischer Schriftsteller und Literaturwissenschaftler († 1963)
- 30. November: Hans Staehler, deutscher Agrarwissenschaftler († 1969)

### Dezember
- 01. Dezember: René Mercet, Schweizer Fußballschiedsrichter († 1961)
- 02. Dezember: Julius Ebert, dänischer Mittel- und Langstreckenläufer († 1993)
- 03. Dezember: Bertrand de Faucigny-Lucinge, französischer Automobilrennfahrer († 1943)
- 03. Dezember: Arnold Fischer, deutscher Politiker († 1972)
- 03. Dezember: Lew Konstantinowitsch Knipper, russischer Komponist († 1974)
- 03. Dezember: Fritz Steuben, deutscher Schriftsteller († 1981)
- 06. Dezember: Alfred Eisenstaedt, deutschstämmiger Fotoreporter in den USA († 1995)
- 06. Dezember: Gunnar Myrdal, schwedischer Ökonom und Nobelpreisträger († 1987)
- 07. Dezember: Ernst Cramer, Schweizer Gärtner und Landschaftsarchitekt († 1980)
- 09. Dezember: Virginie Griess-Traut, französische Feministin und Pazifistin (* 1814)
- 11. Dezember: Fritz Mühlenweg, deutscher Schriftsteller († 1961)
- 11. Dezember: Joseph-Marie Trinh-Nhu-Khuê, Erzbischof von Hanoi und Kardinal († 1978)
- 12. Dezember: Berthold Jacob, deutscher Journalist und Pazifist († 1944)
- 13. Dezember: Gholamali Bayandor, iranischer Konteradmiral († 1941)
- 15. Dezember: Alfred Au, deutscher Fußballspieler († 1986)
- 15. Dezember: Ernst Goldenbaum, Vorsitzender der DBD und Minister der DDR († 1990)
- 16. Dezember: Johannes Semler, deutscher Politiker († 1973)
- 16. Dezember: Ján Smrek, slowakischer Schriftsteller und Herausgeber († 1982)
- 19. Dezember: Lee E. Emerson, US-amerikanischer Politiker († 1976)
- 19. Dezember: Jean Lallemand, kanadischer Mäzen († 1987)
- 19. Dezember: Piet van Wijngaarden, niederländischer Motorradrennfahrer († 1950)
- 20. Dezember: Irene Dunne, US-amerikanische Theater- und Filmschauspielerin († 1990)
- 20. Dezember: Lazar Gulkowitsch, jüdischer Philologe († 1941)
- 21. Dezember: Helmut Stellrecht, deutscher Politiker und Schriftsteller († 1987)
- 22. Dezember: Heartley Anderson, US-amerikanischer American-Football-Spieler und -Trainer († 1978)
- 22. Dezember: Karl Geiser, Schweizer Bildhauer, († 1957)
- 22. Dezember: Edouard Probst, Schweizer Automobilrennfahrer († 1974)
- 22. Dezember: Paul Schatz, deutscher Anthroposoph, Künstler, Erfinder und Techniker († 1979)
- 22. Dezember: Wladimir Alexandrowitsch Fock, russischer Physiker († 1974)
- 24. Dezember: Hans Böttcher, deutscher Rundfunkpionier, Hörspielregisseur und -sprecher († 1936)
- 24. Dezember: Anton Hilbert, deutscher Politiker († 1986)
- 25. Dezember: Silvio Sganzini, Schweizer Sprachwissenschaftler und Kulturhistoriker († 1972)
- 26. Dezember: Ernst Fraenkel, deutscher Politikwissenschaftler († 1975)
- 27. Dezember: Inejirō Asanuma, japanischer Politiker († 1960)
- 28. Dezember: Carl-Gustaf Rossby, schwedischer Meteorologe († 1957)
- 28. Dezember: Mischa Spoliansky, russisch-britischer Komponist († 1985)
- 29. Dezember: Jeanne Leleu, französische Komponistin († 1979)
- 30. Dezember: Carl Hesberg, deutscher Politiker († 1977)
- 31. Dezember: Erich Sauer, deutscher Theologe († 1959)

### Genaues Geburtsdatum unbekannt
- Abū Zahra, ägyptischer ʿĀlim († 1974)
- Abbas Dabylow, sowjetisch-karakalpakischer Dichter († 1970)
- Annemarie Hansen, deutsche Malerin († 1982)
- Nadschīb ar-Rayyis, syrischer Journalist, Herausgeber und Ideologe († 1952)

## Gestorben

### Januar bis März
- 02. Januar: Edward Mounier Boxer, britischer Offizier und Erfinder auf dem Gebiet der Waffentechnik (* 1822)
- 07. Januar: Heinrich Herzog, Schweizer Lehrer und Jugendschriftsteller (* 1822)
- 08. Januar: Giocondo Storni, Schweizer römisch-katholischer Geistlicher (* 1817)
- 11. Januar: Gaetano Capocci, italienischer Kirchenmusiker, Organist und Komponist (* 1811)
- 11. Januar: Erwin Rohde, deutscher Altphilologe (* 1845)

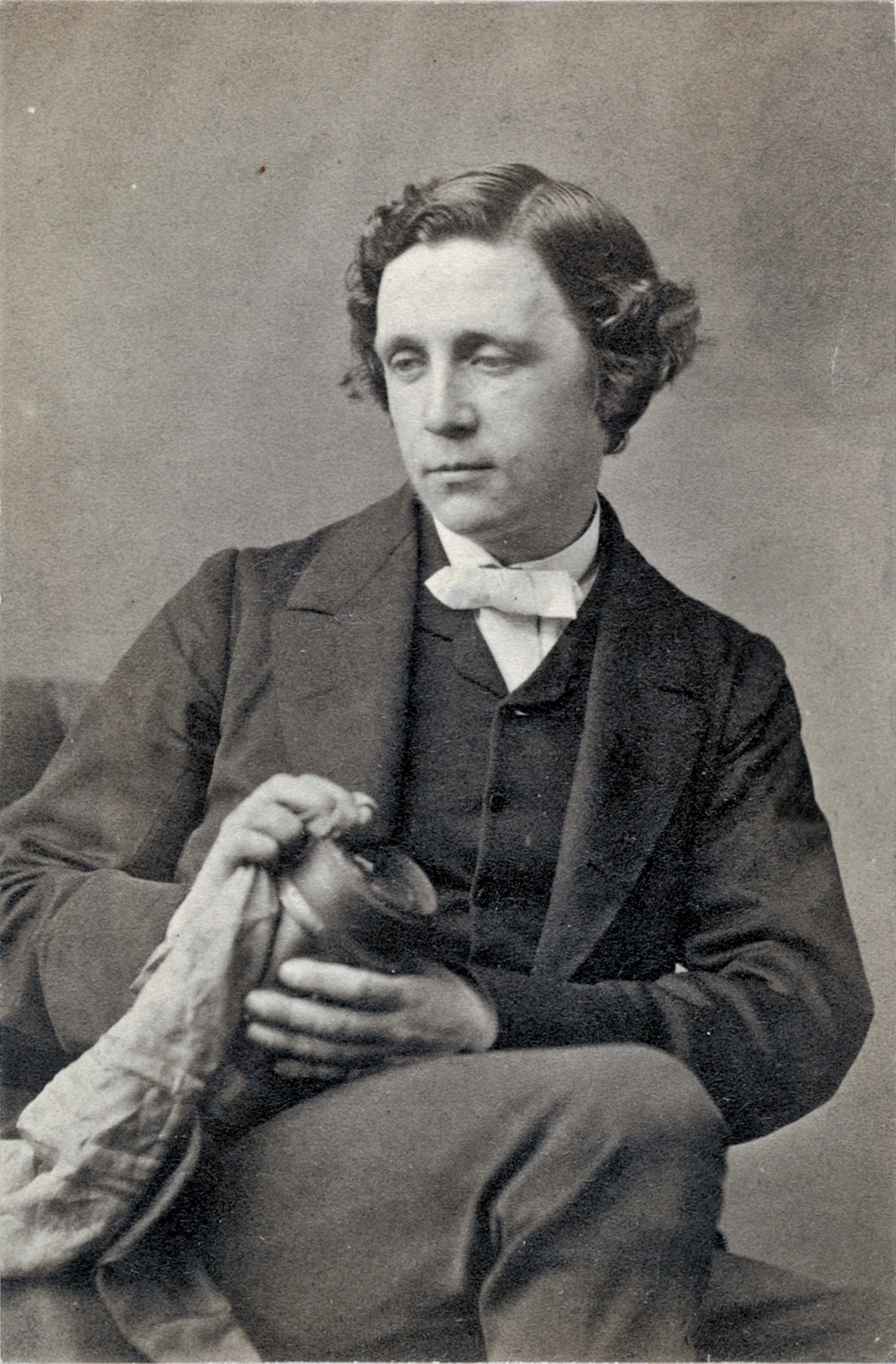
Lewis Carroll

- 14. Januar: Lewis Carroll, britischer Schriftsteller, Mathematiker und Fotograf (* 1832)
- 15. Januar: Ludwig von Hagn, deutscher Maler (* 1819)
- 15. Januar: Antoine François Marmontel, französischer Komponist (* 1816)
- 16. Januar: Ernesto Bruni, Schweizer Jurist und Politiker (* 1815)
- 16. Januar: Benjamin Butterworth, US-amerikanischer Politiker (* 1837)
- 19. Januar: Henri Deloncle, französischer Journalist (1861)
- 19. Januar: Ernst Ludwig Taschenberg, deutscher Entomologe (* 1818)
- 20. Januar: Kosta Abrašević, serbischer Poet (* 1879)
- 27. Januar: Karl Gustav von Sandrart, preußischer General der Infanterie (* 1817)
- 30. Januar: Jules Péan, französischer Chirurg (* 1830)
- 30. Januar: Carl Friedrich Tamms, der erste Oberbürgermeister der Hansestadt Stralsund (* 1828)
- 31. Januar: Carl von Porenta, slowenischer Jurist und Politiker (* 1814)
- 04. Februar: Thomas A. Osborn, US-amerikanischer Politiker (* 1836)
- 06. Februar: Rudolf Leuckart, deutscher Zoologe und Begründer der Parasitologie (* 1822)
- 08. Februar: Iwan Kolessa, ukrainischer Folklorist und Ethnograph (* 1864)
- 19. Februar: Arthur Seherr-Thoß, preußischer und ungarischer Offizier und Politiker (* 1820)
- 22. Februar: Paul Ludwig Bassenge, deutscher Jurist, Unternehmer und Politiker (* 1828)
- 22. Februar: Heungseon Daewongun, Regent des koreanischen Königreiches Joseon (* 1820)
- 23. Februar: Giacomo Lepori, Schweizer Ingenieur und Architekt (* 1843)
- 27. Februar: Leopold Kaufmann, Oberbürgermeister von Bonn (* 1821)
- 01. März: Louis Appia, deutsch-schweizerischer Mitbegründer des Internationalen Komitees vom Roten Kreuz (* 1818)
- 06. März: Felice Cavallotti, italienischer Politiker, Journalist, Schriftsteller und Übersetzer (* 1842)
- 07. März: Theodore Davie, kanadischer Politiker (* 1852)
- 12. März: Johann Jakob Balmer, Schweizer Mathematiker und Physiker (* 1825)
- 12. März: Zacharias Topelius, finnlandschwedischer Dichter und Schriftsteller (* 1818)
- 13. März: Julius Schulhoff, österreichischer Pianist und Komponist (* 1825)
- 15. März: Henry Bessemer, britischer Ingenieur und Erfinder (* 1813)
- 16. März: Aubrey Beardsley, britischer Dichter, Zeichner, Graphiker, Karikaturist und Illustrator (* 1872)
- 17. März: Blanche Bruce, US-amerikanischer Politiker (* 1841)
- 20. März: Aristide Hignard, französischer Komponist (* 1822)
- 20. März: Iwan Iwanowitsch Schischkin, russischer Maler und Grafiker (* 1832)
- 20. März: Karl August Tavaststjerna, finnischer Schriftsteller (* 1860)
- 23. März: Hans Wachenhusen, deutscher Schriftsteller (* 1823)
- 26. März: William Guybon Atherstone, südafrikanischer Arzt, Paläontologe und Geologe (* 1814)
- 27. März: Ida Hinckeldeyn, deutsche Schulleiterin (* 1848)
- 28. März: John S. Bigby, US-amerikanischer Politiker (* 1832)
- 30. März: Wilhelm Heinrich Schüßler, deutscher Begründer der „Biochemischen Heilweise“ (* 1821)
- 31. März: Eleanor Marx, deutsch-englische Sozialistin und Tochter von Karl Marx (* 1855)

### April bis Juni
- 04. April: Hans Bennecke, deutscher Rechtswissenschaftler (* 1859)
- 12. April: Elzéar-Alexandre Taschereau, kanadischer Kardinal (* 1820)
- 16. April: Robert Milligan McLane, US-amerikanischer Politiker (* 1815)
- 17. April: Manasse Tyiseseta, traditioneller Führer der Herero (* 1850)
- 21. April: Louis Théodore Gouvy, deutsch-französischer Komponist (* 1819)
- 21. April: Edward C. Walthall, US-amerikanischer Politiker (* 1831)
- 24. April: Lucian Müller, deutscher klassischer Gelehrter (* 1836)
- 25. April: August Assmann, deutscher Entomologe (* 1819)
- 25. April: Benjamin Vautier, deutscher Maler (* 1829)
- 29. April: Tjalling Halbertsma, niederländischer Gynäkologe und Geburtshelfer (* 1841)
- 04. Mai: Leo Arnoldi, deutscher Eisenbahn-Bauingenieur und Unternehmer (* 1843)
- 10. Mai: Aaron H. Cragin, US-amerikanischer Politiker (* 1821)
- 10. Mai: Wilhelm Kohl, deutscher Apotheker und Limes-Forscher (* 1848)
- 12. Mai: Raimund Grübl, österreichischer Jurist und Politiker (* 1847)
- 12. Mai: Karl Racké, Bürgermeister der Stadt Mainz (* 1825)
- 16. Mai: Barnabé Akscheislian, Bischof der Armenisch-Katholischen Kirche (* 1838)
- 19. Mai: William Ewart Gladstone, britischer Politiker (* 1809)
- 19. Mai: Oran M. Roberts, US-amerikanischer Jurist und Politiker (* 1815)
- 22. Mai: Edward Bellamy, US-amerikanischer SF-Autor (* 1850)
- 29. Mai: Cyrus C. Carpenter, US-amerikanischer Politiker (* 1829)
- 03. Juni: Nikolai Afanassjew, russischer Komponist (* 1821)
- 05. Juni: Émile Danco, belgischer Artillerieoffizier und Antarktisforscher (* 1869)
- 12. Juni: Eugénie Potonié-Pierre, französische Feministin (* 1844)
- 12. Juni: Ludwig Turban der Ältere, Staatsminister in Baden (* 1821)
- 14. Juni: Dewitt Clinton Senter, amerikanischer Politiker, Gouverneur von Tennessee (* 1830)
- 20. Juni: Jacob Audorf, deutscher Funktionär des Allgemeinen Deutschen Arbeiterbildungsvereins (* 1835)
- 21. Juni: Anton Kerner von Marilaun, österreichischer Botaniker (* 1831)
- 22. Juni: Gottlieb Ziegler, Schweizer reformierter Geistlicher und Politiker (* 1828)
- 25. Juni: William E. Simms, US-amerikanischer Politiker (* 1822)
- 29. Juni: Diedrich Wilhelm Andreas Augspurg, deutscher Politiker (* 1818)

### Juli bis September
- 01. Juli: Siegfried Marcus, deutsch-jüdischer Techniker und Erfinder (* 1831)
- 04. Juli: Yusuf İsmail, osmanisch-bulgarischer Profiringer (* 1857)
- 06. Juli: Cornelius Herz, französischer Geschäftsmann (* 1845)
- 08. Juli: Soapy Smith, US-amerikanischer Geschäftsmann (* 1860)
- 11. Juli: Omar D. Conger, US-amerikanischer Politiker (* 1818)
- 13. Juli: Paul de Schlözer, russischer Pianist und Musikpädagoge deutscher Herkunft (* 1841 oder 1842)
- 18. Juli: Paul Aeby, Schweizer Politiker (* 1841)
- 18. Juli: Emil Hartmann, dänischer Komponist (* 1836)
- 18. Juli: Otto Ribbeck, deutscher Altphilologe (* 1827)
- 19. Juli: Chief Mkwawa, afrikanischer Stammeshäuptling (* 1855)
- 20. Juli: Juri Arnold, russischer Komponist (* 1811)
- 21. Juli: Franz Arnfelser, österreichischer Komponist (* 1846)
- 22. Juli: Erasmus W. Beck, US-amerikanischer Politiker (* 1833)

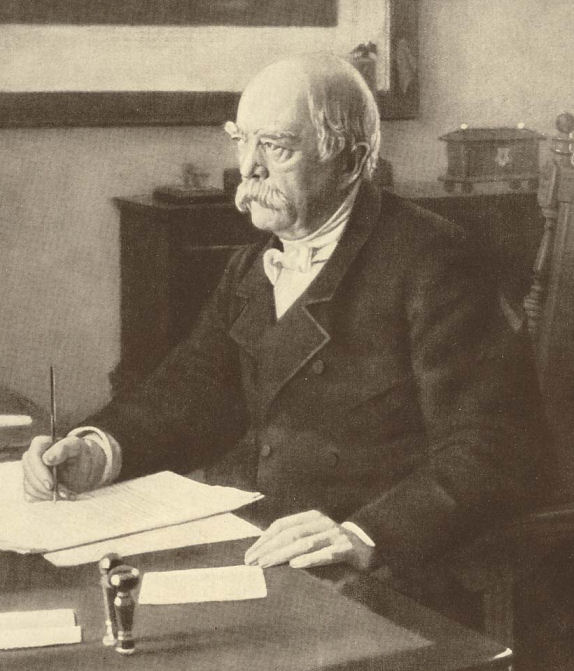
Otto von Bismarck, 1886

- 30. Juli: Otto von Bismarck, deutscher Reichskanzler (* 1815)
- 02. August: Christoph Friedrich Ammermüller, württembergischer Mediziner, Lehrer, Unternehmer, Publizist und Politiker (* 1809)
- 02. August: Stevenson Archer, US-amerikanischer Politiker (* 1827)
- 02. August: Edward Bibbins Aveling, englischer Zoologe (* 1849)
- 03. August: Charles Garnier, französischer Architekt (* 1825)
- 06. August: Rudolf Löw, Schweizer Komponist und Organist (* 1832)
- 07. August: Georg Ebers, deutscher Schriftsteller und Ägyptologe (* 1837)
- 07. August: Ernst Hardt, Pionier der Kölner Pferdebahn (* 1837)
- 08. August: Eugène Boudin, französischer Maler (* 1824)
- 13. August: Adrien Barthe, französischer Komponist (* 1828)
- 17. August: Carl Zeller, österreichischer Jurist und Komponist (* 1842)
- 21. August: Niccolò van Westerhout, italienischer Komponist (* 1857)
- 23. August: Félicien Rops, belgischer Maler und Zeichner (* 1833)
- 23. August: Moody Currier, US-amerikanischer Politiker (* 1806)
- 02. September: Wilford Woodruff, US-amerikanischer Präsident der Kirche Jesu Christi der Heiligen der Letzten Tage (* 1807)
- 05. September: Samuel Apolant, deutscher Rabbiner (* 1823)
- 09. September: Jean-Baptiste Labelle, kanadischer Organist, Pianist, Komponist und Dirigent (* 1825)
- 09. September: Stéphane Mallarmé, französischer Schriftsteller (* 1842)
- 10. September: Elisabeth („Sisi“), Kaiserin von Österreich (* 1837)
- 12. September: Edward Habich, deutscher Bierbrauer, Kunstsammler und Mäzen (* 1818)
- 14. September: Adolphe Samuel, belgischer Komponist, Dirigent und Musikpädagoge (* 1824)
- 16. September: Bernhard Heisterbergk, deutscher Althistoriker und Klassischer Philologe (* 1841)
- 18. September: Émile Mayade, französischer Automobilpionier und -rennfahrer (* 1853)
- 19. September: George Edward Grey, britischer Politiker (* 1812)

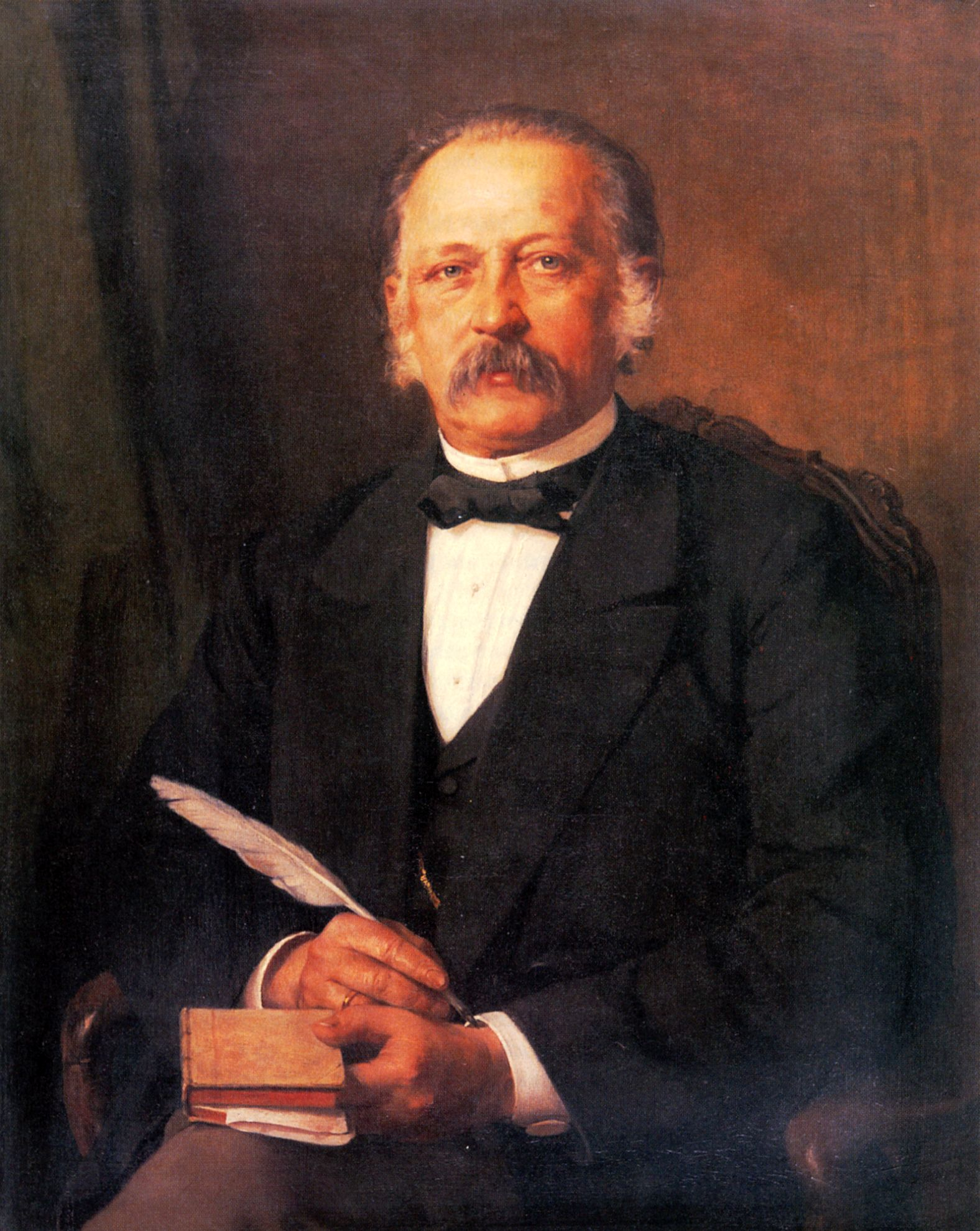
Theodor Fontane, 1883

- 20. September: Theodor Fontane, deutscher Schriftsteller (* 1819)
- 21. September: William W. Eaton, US-amerikanischer Politiker (* 1816)
- 22. September: Andreas Arzruni, armenischer Mineraloge (* 1847)
- 25. September: Theodor Richter, deutscher Chemiker (* 1824)
- 28. September: Tan Sitong, chinesischer Politiker, Denker und Reformer (* 1865)
- 29. September: Louise von Hessen, dänische Königin (* 1817)
- 30. September: James Edward Tierney Aitchison, englischer Arzt, Botaniker, Pflanzensammler und Reisender (* 1836)

### Oktober bis Dezember
- 16. Oktober: Louis Gallet, französischer Librettist und Schriftsteller (* 1835)
- 18. Oktober: Lucien Anderson, US-amerikanischer Politiker (* 1824)
- 18. Oktober: Franz Magnus Böhme, deutscher Musiklehrer, Volksliedforscher und -sammler (* 1827)
- 20. Oktober: Johannes Seluner, Schweizer Findelkind
- 31. Oktober: Joseph R. West, US-amerikanischer Politiker und General im Sezessionskrieg (* 1822)
- 04. November: Charles Jerome Hopkins, US-amerikanischer Komponist (* 1836)
- 08. November: Heinrich Conrad Schneider, deutscher Pädagoge sowie Gründer einer bekannten Landwirtschaftsschule mit angeschlossener Brauakademie (* 1828)
- 09. November: Robert Franklin Armfield, US-amerikanischer Politiker (* 1829)
- 09. November: Gertrud Pfander, Schweizer Schriftstellerin (* 1874)
- 10. November: John Fowler, englischer Eisenbahningenieur und Brückenbauer (* 1817)
- 11. November: William Wyatt Gill, australischer Missionar und Ethnologe (* 1828)
- 16. November: Gawril Krastewitsch, Phanariot, Aktivist der Bulgarischen Nationalen Wiedergeburt (* 1817 oder 1822)
- 17. November: Albert Raney Anderson, US-amerikanischer Politiker (* 1837)
- 17. November: Philipp M. Schmutzer, österreichischer Musiker und Komponist (* 1821)
- 19. November: Jelena Dmitrijewna Polenowa, russische Malerin (* 1850)
- 28. November: Conrad Ferdinand Meyer, Schweizer Dichter (* 1825)
- 29. November: Alexandre Gavard, Schweizer Lehrer und Politiker (* 1845)
- 13. Dezember: Otto Hendel, deutscher Buchdrucker und Verleger (* 1820)
- 15. Dezember: Giovanni Arcioni, Schweizer Schriftsteller (* 1827)
- 15. Dezember: Wilhelm Franz Speer, deutscher Komponist, Organist und Chordirigent (* 1823)
- 16. Dezember: Pawel Michailowitsch Tretjakow, russischer Kaufmann, Kunstmäzen und Kunstsammler (* 1832)
- 17. Dezember: Giovan Battista Buzzi-Cantone, Schweizer Pädagoge und Herausgeber (* 1825)
- 17. Dezember: Franz Hipler, deutscher Historiker, Theologe, Regens und Professor (* 1836)
- 18. Dezember: Thomas W. Osborn, US-amerikanischer Politiker (* 1833)
- 22. Dezember: Wilhelm Dames, deutscher Paläontologe und Geologe (* 1843)
- 23. Dezember: Nikolai Leontjewitsch Benois, russischer Architekt (* 1813)
- 24. Dezember: Eugeniusz Pankiewicz, polnischer Komponist und Pianist (* 1857)
- 24. Dezember: Elena Sanz, spanische Opernsängerin (Alt) (* 1849)
- 27. Dezember: John P. Cochran, US-amerikanischer Politiker (* 1809)
- 29. Dezember: Moritz von Egidy, deutscher Offizier und Moralphilosoph (* 1847)
- 29. Dezember: Georg Goltermann, deutscher Cellist (* 1824)
- 000Dezember: William Anderson, britischer Ingenieur, Unternehmer und Philanthrop (* 1834)

### Genaues Todesdatum unbekannt
- Adolphe Appian, französischer Landschaftsmaler und Radierer (* 1819)
- Nawab Mohammad Mazahr ud-Din Khan Asman Jah Rafath Jung, indischer Fürst (* 1839)
- Lütfi, armenischer Lyriker und Journalist (* 1833)